# 鈴木Wagon R
鈴木Wagon R（日语：スズキ・ワゴンR）乃日本鈴木公司自1993年起開發製造的輕型高頂旅行車/掀背車。關於車名的「R」既代表「Revolution（革命）」，也具有「Relaxation（休閒娛樂）」的意義。

## 概要
1990年代按照日本道路運送車輛法，輕型車的車身尺寸皆受到限制。鈴木公司巧妙地讓Wagon R往「高處」發展以增大車室空間，並且增進駕駛者之視野範圍。該車款推出後一炮而紅，逼得對手大發工業也推出大發Move與之抗衡。但根據日本全國輕型車協會聯合會的記錄，2006年至2011年間Wagon R始終保持銷售第一。
關於衍生車型，除了OEM換牌成馬自達AZ-Wagon、馬自達Flair，也有加大車身尺寸的鈴木Solio、雪佛蘭MW等；在歐洲也有歐寶Agila、佛賀Agila，到了澳洲則換牌成霍頓Wagon R。

## 歷史

### 第一代CT21S/51S / CV21S/51S型（1993年-1998年）
1993年 - 9月3日第一代Wagon R正式上市。發表當時全車系搭載657c.c.直列三缸SOHC 12V F6A型引擎，車型則區分成「自然進氣」、「無右後門+2個左車門」、「無後座頭枕」、「三速階梯式自排變速」等。隨著銷售屢創佳績，又衍生出「渦輪增壓」、「四速自排變速」、「5車門」、「全平式前座+方向機柱式自排變速（Wagon R Column）」、「有後座頭枕」等車型，可說是相當分歧多樣。
同年11月與日用品連鎖業者Loft異業結盟推出「Loft」特仕車，以「RG」車型為底，加上天窗、電動車窗、專屬座椅表皮、車身貼紙等配備。
1994年 - 獲得第三屆RJC年度風雲車年度國產風雲車之獎項。同年9月，開始OEM供應給馬自達，車名為馬自達AZ-Wagon。
1995年 - 2月追加「RT-S」車型，搭載657c.c.直列三缸SOHC F6A型渦輪增壓引擎（附中冷器）。10月實施小改款，全車系的輪圈PCD值從114.3mm改成100.0mm。原「RT-S」改成「RT」，並新設同樣搭載F6A型渦輪增壓引擎的「RV」車型，渦輪增壓引擎之最大出力從61ps提升至64ps。
1996年 - 8月將電動車窗列入全車系標配，且新增5門車型（2WD）。同為右駕之緣故，1996年自然進氣版的Wagon R曾引進香港市場販售。
1997年 - 2月新設入門廉價版「Rc」，並且推出車身、馬力放大版的「Wagon R Wide」。同年4月再度實行小改款，新設具備658c.c.直列三缸DOHC K6A型渦輪增壓引擎（附中冷器）的「RS」，而且「RX」和「FX」也改成同型渦輪增壓引擎。11月推出「Wagon R Column」車型，具有全平式前座、方向機柱式自排變速箱、專屬圓形頭燈等。
1998年 - 3月追加「RR」、「Column Turbo」等車型，前者為K6A型渦輪增壓引擎搭配四速自排，後者則是F6A型渦輪增壓引擎配合三速自排。由於同年10月就進行改朝換代，市場上「RR」車型相當罕見。
1999年 - 印尼的印多汽車鈴木國際公司（IndoMobil Suzuki International，印尼鈴木汽車前身）開始組裝製造以Wagon R為原型的「鈴木Karimun」，搭配1.0L直列四缸SOHC F10A型引擎與五速手排變速箱；可輸出最大馬力55hp / 5,500rpm、扭力峰值73.5N·m / 3,000rpm。直到2006年，此車款才停產。

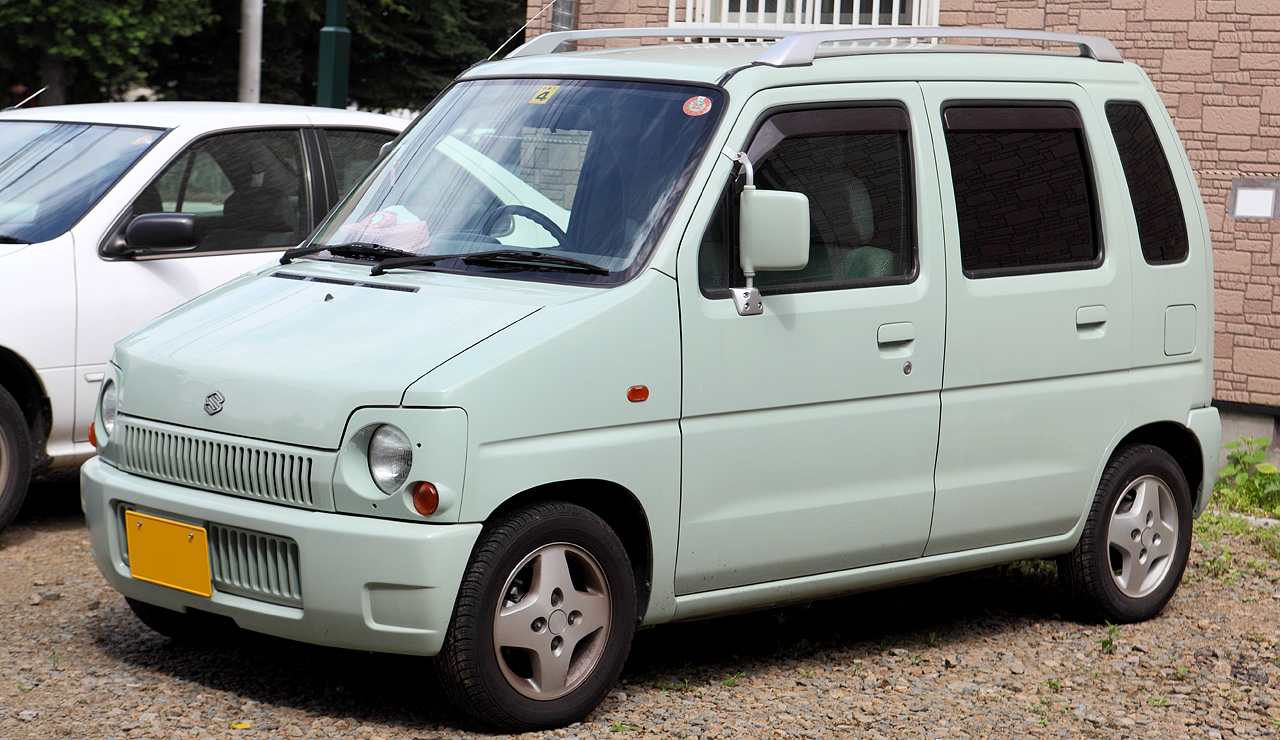
Wagon R Columun車型車頭
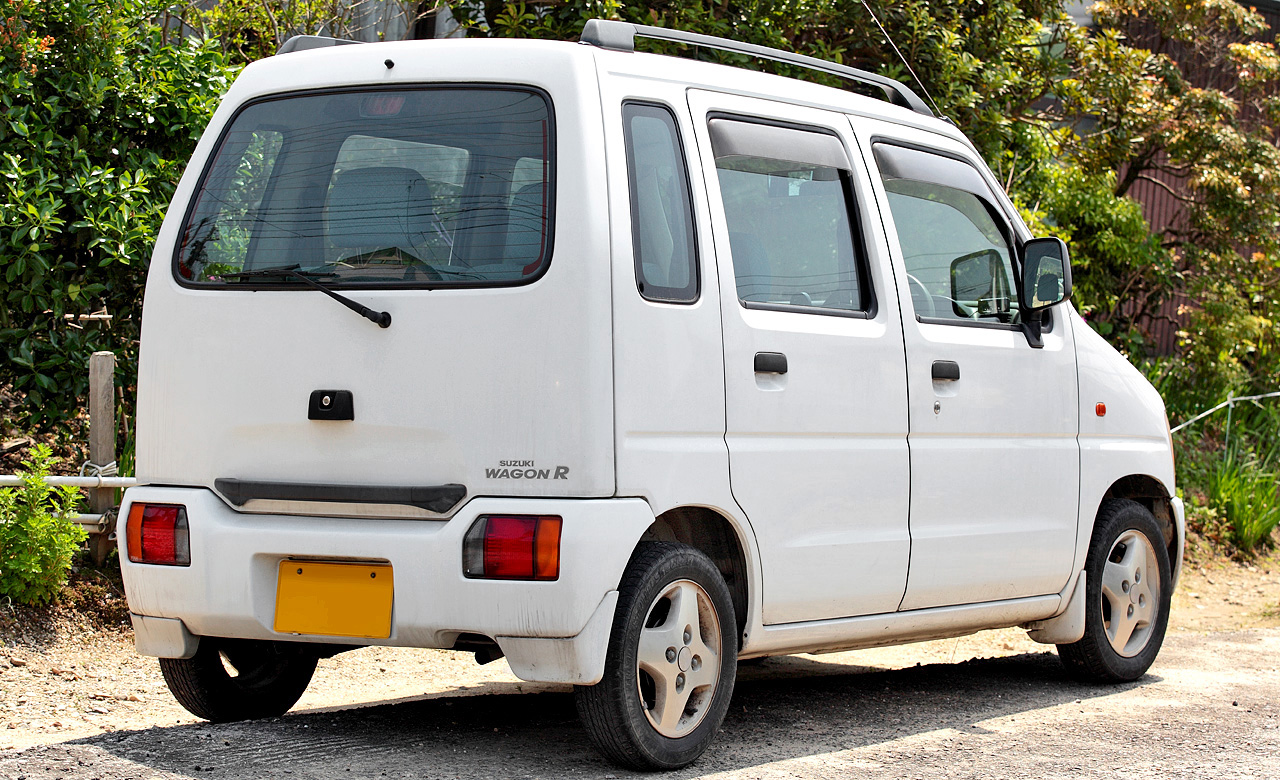
Wagon R Columun車型車尾
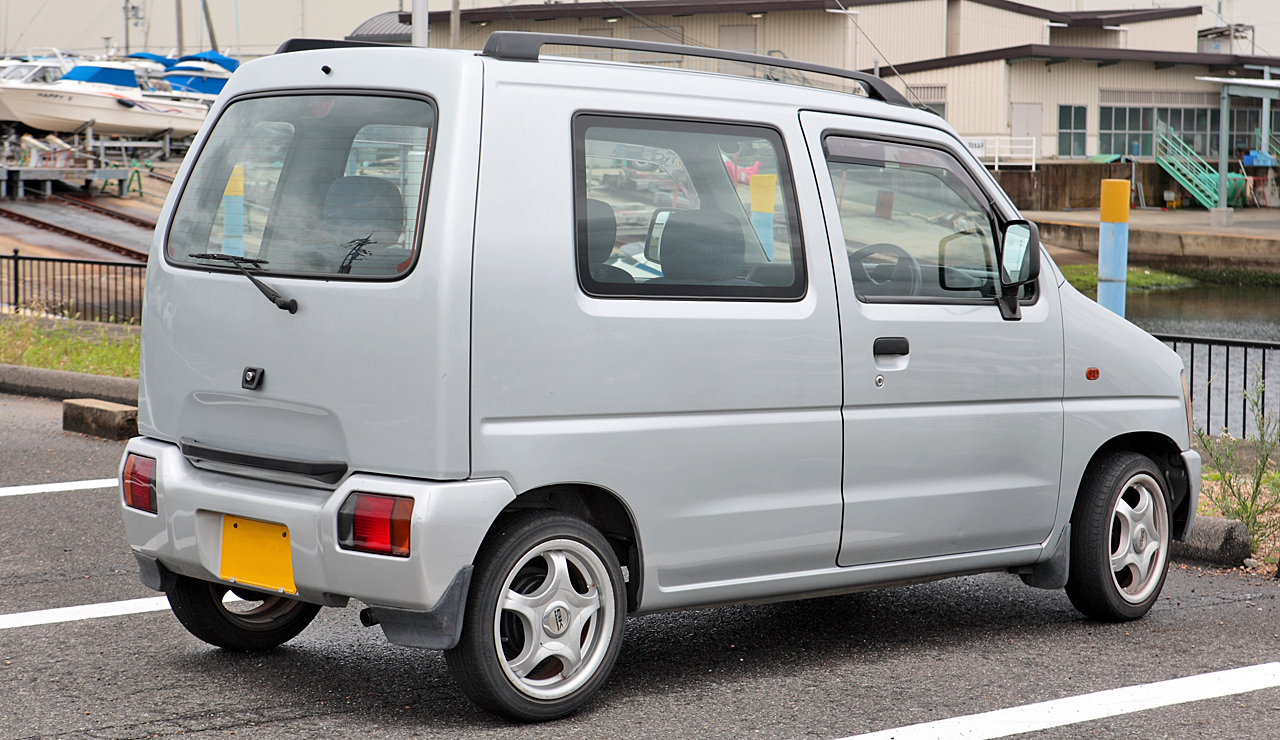
前期型右側只有一個車門
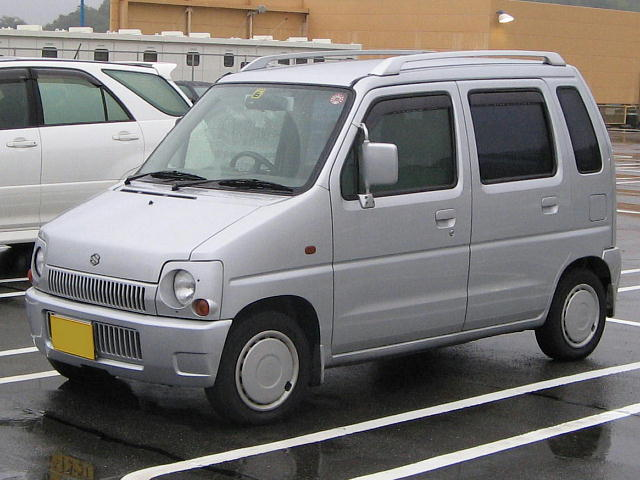
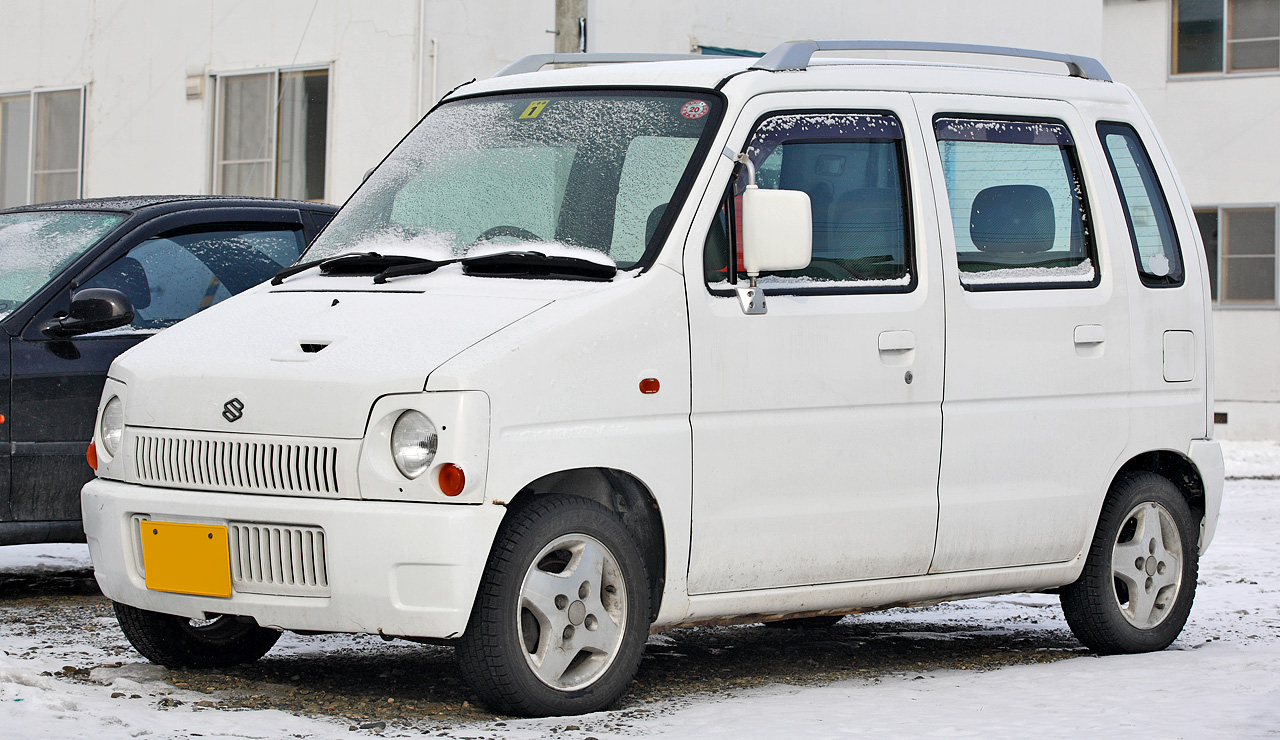

#### 昌河鈴木北斗星
1998年 - 4月江西昌河汽車與鈴木公司合資創設「昌河鈴木公司」。
1999年 - 昌河鈴木將鈴木Wagon R引進國產化，命名為「昌河鈴木北斗星」。動力心臟為哈爾濱東安提供的1.0L直列四缸SOHC DA465Q-2型引擎，可輸出46ps / 5,000rpm的最大馬力、72N·m / 3,000-3,500rpm的最大扭力。
2004年 - 新增1.2L直列四缸DOHC K12B型引擎。
2005年 - 實施小改款，原1.2L K12B型改換1.4L直列四缸DOHC K14B型引擎作為新動力，且將雙前座安全氣囊、ABS+EBD整合式煞車系統列入標準配備。
2006年 - 為了通過中國第三階段汽車排放標準（俗稱國III標準），該公司替北斗星加裝OBD車上診斷系統，同年11月獲准在北京上路。
2008年 - K14B型引擎正式於該公司九江市工廠國產化，除北斗星外，另搭載於昌河愛迪爾II車款。3月10日實行小改款，具有CD+MP3音響系統、鍍鉻後視鏡、排氣管飾罩等，內裝方面也更新座椅布料及飾板等。
2009年 - 7月10日推出具有AMT電控機械式半自動變速器的車型。
2010年 - 4月23日開幕的第11屆北京車展中，昌河鈴木公開「北斗星e+」，新增四輪碟煞系統、新造型之前後保桿、尾燈組等。
2012年 - 10月再度小改款，推出「北斗星X5」，新增多功能按鍵方向盤、巡航定速系統（巡航版車型）、整合式音響附液晶螢幕等配備。

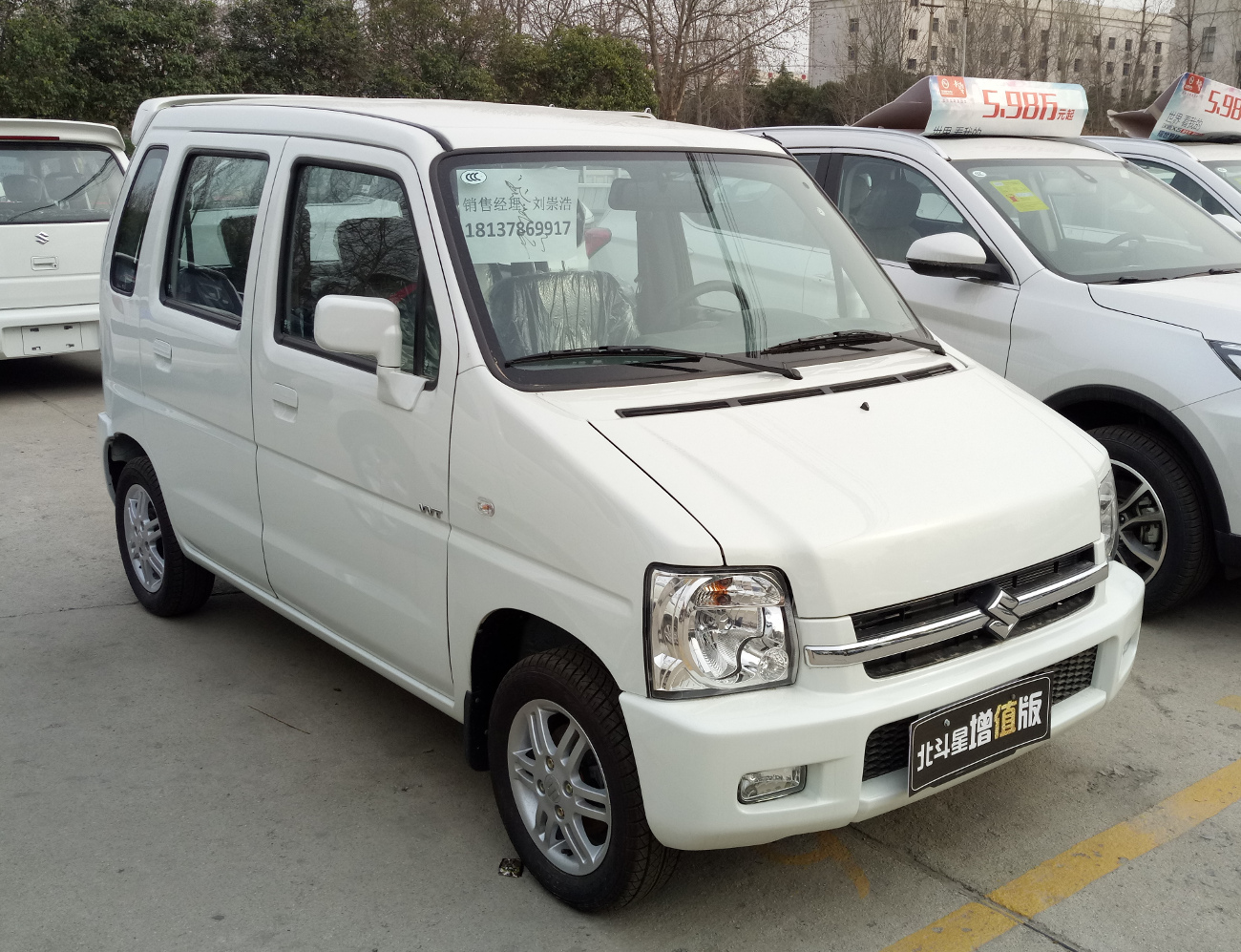
北斗星
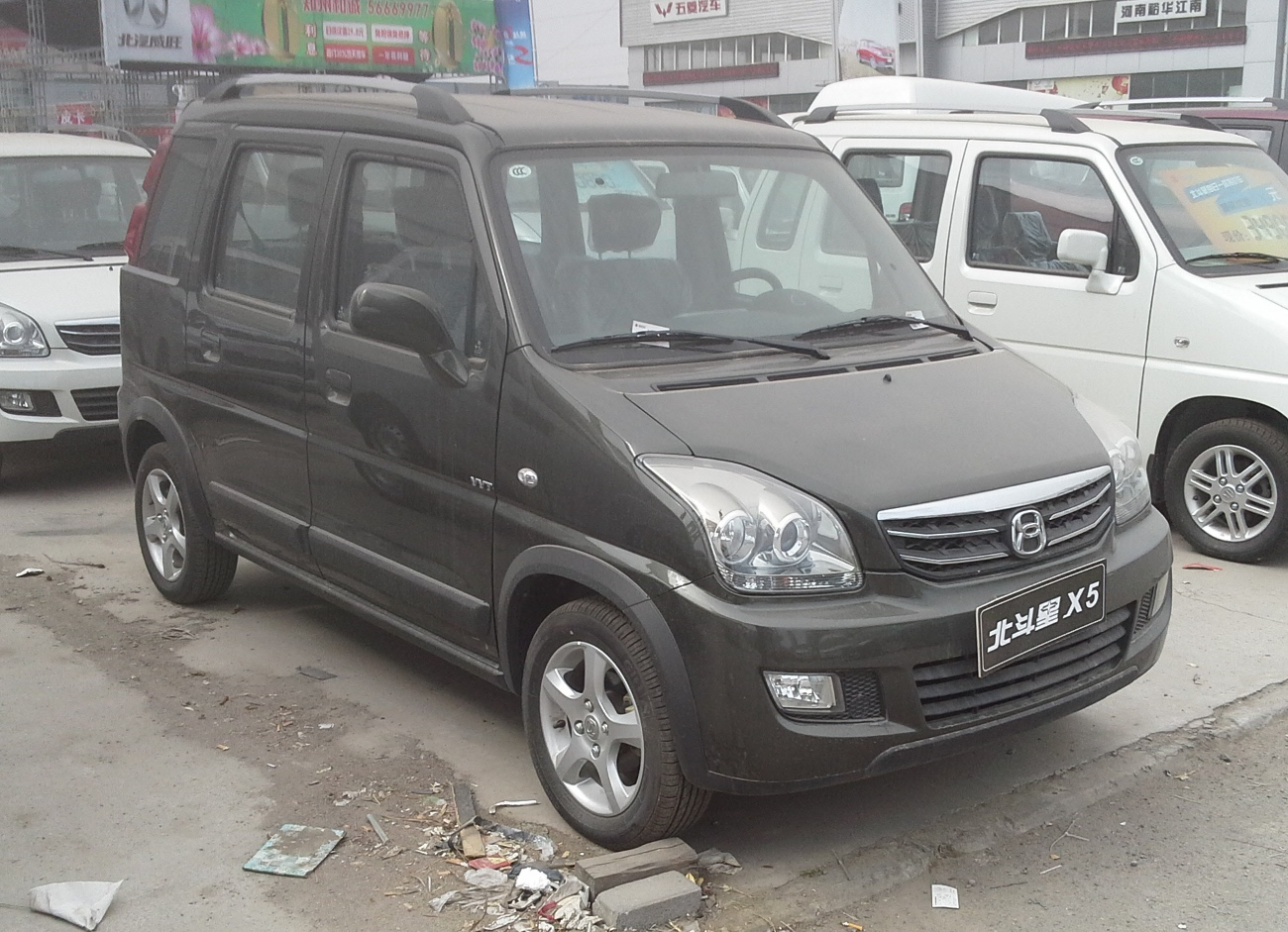
北斗星X5

### 第二代MC21S/11S/22S/12S型（1998年-2003年）
1998年 - 10月7日大改款的第二代Wagon R問世，造型設計延續第一代的風格，但是修飾得更圓潤。內裝質感更為提升，迴轉半徑從4.6公尺縮成4.2公尺。為了方便與OEM和衍生車款共用零件，方向盤、輪圈蓋等處皆無鈴木的商標。由於積極導入直接點火系統（direct ignition system），除了沿用前代的F6A型引擎外，也搭載新開發的658c.c.直列三缸DOHC K6A型引擎。前者原廠代號為MC11S型，後者則是MC21S型。10月13日第二代馬自達AZ-Wagon發表，除了廠徽銘牌外，其餘內裝外觀皆與第二代Wagon R近似。
1999年 - 2月4日推出「FX-T Limited」特仕車，在「FX-T」的基礎上外加2DIN音響系統、鋁合金輪圈、電動收折後視鏡、車身同色車門握把等配備。3月4日則推出輪椅接送福祉車，以「無右後門+2個左車門」車型為基礎，將後保桿中央改成升降板，以利輪椅進出。亦可搭配原廠販售的電動輪椅使用，手動固定的方式是兩條安全帶綁住，電動式則以電動馬達驅動的四條鋼索附掛勾固定。為了紀念全球生產累計100萬輛，4月21日推出「100萬紀念限定車」，具有專用皮椅、車門飾板、銘牌、鋁圈、白紫色塗裝等配備。6月21日推出以壓縮天然氣為燃料的CNG車型，這是日本輕型車有史以來首輛CNG車。
同年10月7日實施部分改良（2型），改以658c.c.直列三缸DOHC VVT K6A型引擎代替舊式F6A型，渦輪增壓車型改成四速自排變速箱，手排車型也加裝離合器啟動安全開關。11月4日實行輪椅接送福祉車的改良，電動固定方式與內裝均有所改變。12月8日推出「RR-FS Limited」特仕車，具有專屬音響系統；另有「Special」特仕車，具有鍍鉻飾板等配備。
2000年 - 1月印度馬魯蒂·烏德酉葛公司（馬魯蒂鈴木公司前身）開始下線生產Wagon R，搭載1.0L直列四缸SOHC F10D型引擎，直至2010年才停產。同年4月廢除「無右後門+2個左車門」車型，全車系統一成五門車型。同月19日發售福祉車「助手席升降梯車」，車門開口寬達77度，以利輪椅用升降梯進出。原廠為了紀念創設80週年，5月18日發行特仕車「80週年紀念車FM Aero」，以「FM」車型為底加裝2DIN音響裝置、全車空力套件等。6月8日更推出「80週年紀念車FX-T Aero」特仕車，外觀設計稍作變化，且附MD/CD/錄音帶三合一音響系統。同年12月5日發表小改款（3型），K6A型引擎車型之原廠代號為MC22S，F6A型則為MC12S。頭燈組、前後保桿、輪圈蓋的造型煥然一新，內裝也有所更改。
2001年 - 5月16日推出復古設計的「C2」車型，6月15日推出「FM-G Limited」特仕車，6月20日發售限量3千部的「150萬台紀念車」，配置MD/CD音響、4支喇叭加高音喇叭、木紋內裝飾板、專屬座椅等。11月14日實施小改款（4型），雙前座安全氣囊、轉速表列入標準配備，後輪懸吊系統的減震筒從後葉子板内側前方移向内側後方，全車系的自排車型統一成方向機式排檔桿，原搭載F6A型引擎的車型統一改為K6A型。
2002年 - 2月5日與三起商行異業結盟，推出限量3千部的「Miki House Version」特仕車。2月12日推出助手席可迴轉90度的車型，座椅下方並附有摺疊式腳靠。9月3日再次實施小改款（5型），全車系新增後座滑軌，追加「N-1 Turbo」車型、廢除「C2」車型，追加油量不足警示燈，變更座椅表皮顏色。
2003年 - 1月14日發售「RR Version V」特仕車，搭載HID放電式頭燈、Keyless免鑰匙感應門鎖系統等配備。2月20日改良福祉車輛，將AM/FM/CD音響裝置、電動摺疊後視鏡、尾門雨刷和清潔劑噴嘴、燻黑車窗等列入標配。4月10日最後實施小改款（6型），新設具備雙前座安全氣囊、動力方向盤、電動車門鎖、Keyless免鑰匙感應門鎖系統等的「B」車型

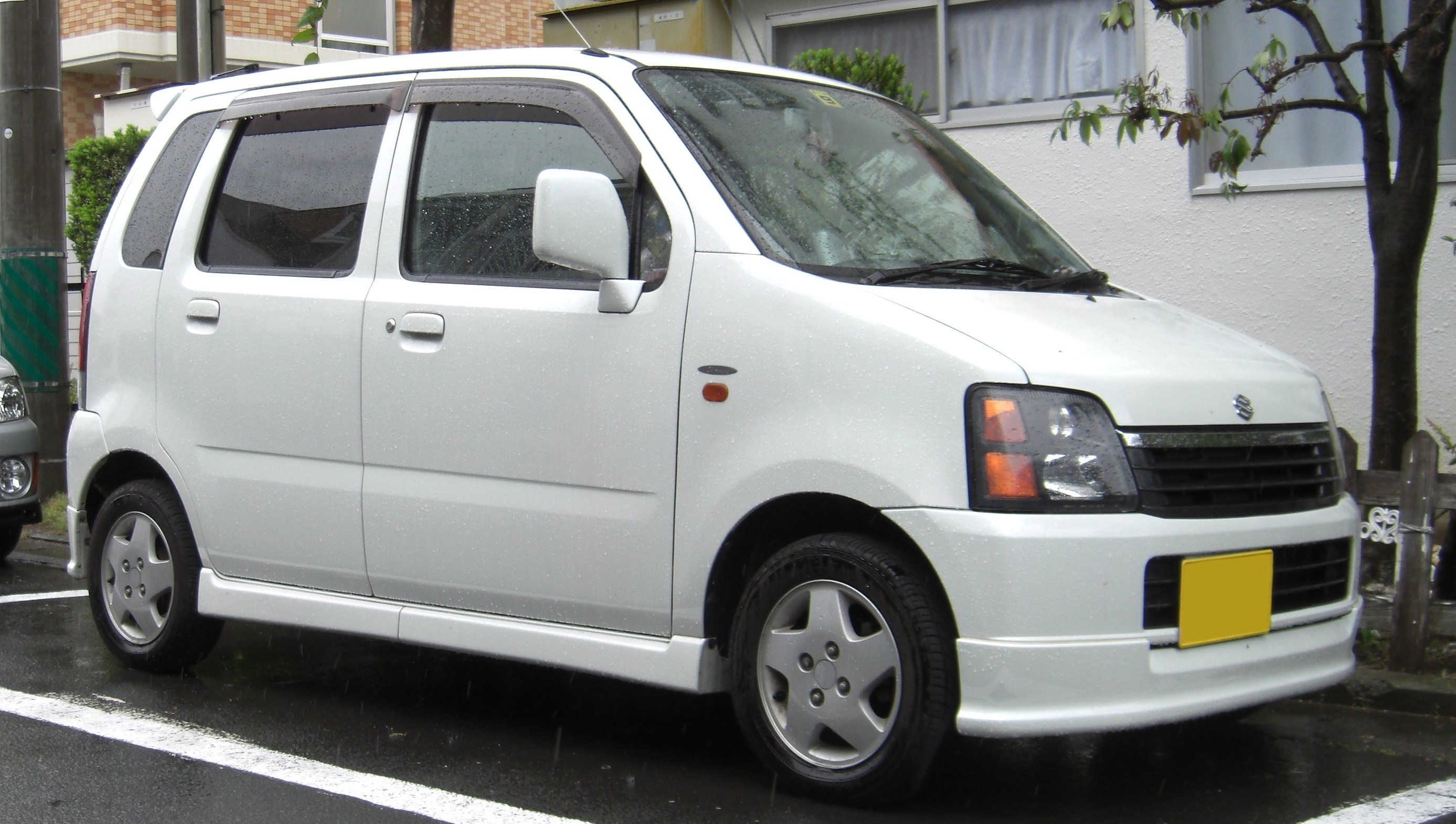
3型FM Aero車頭
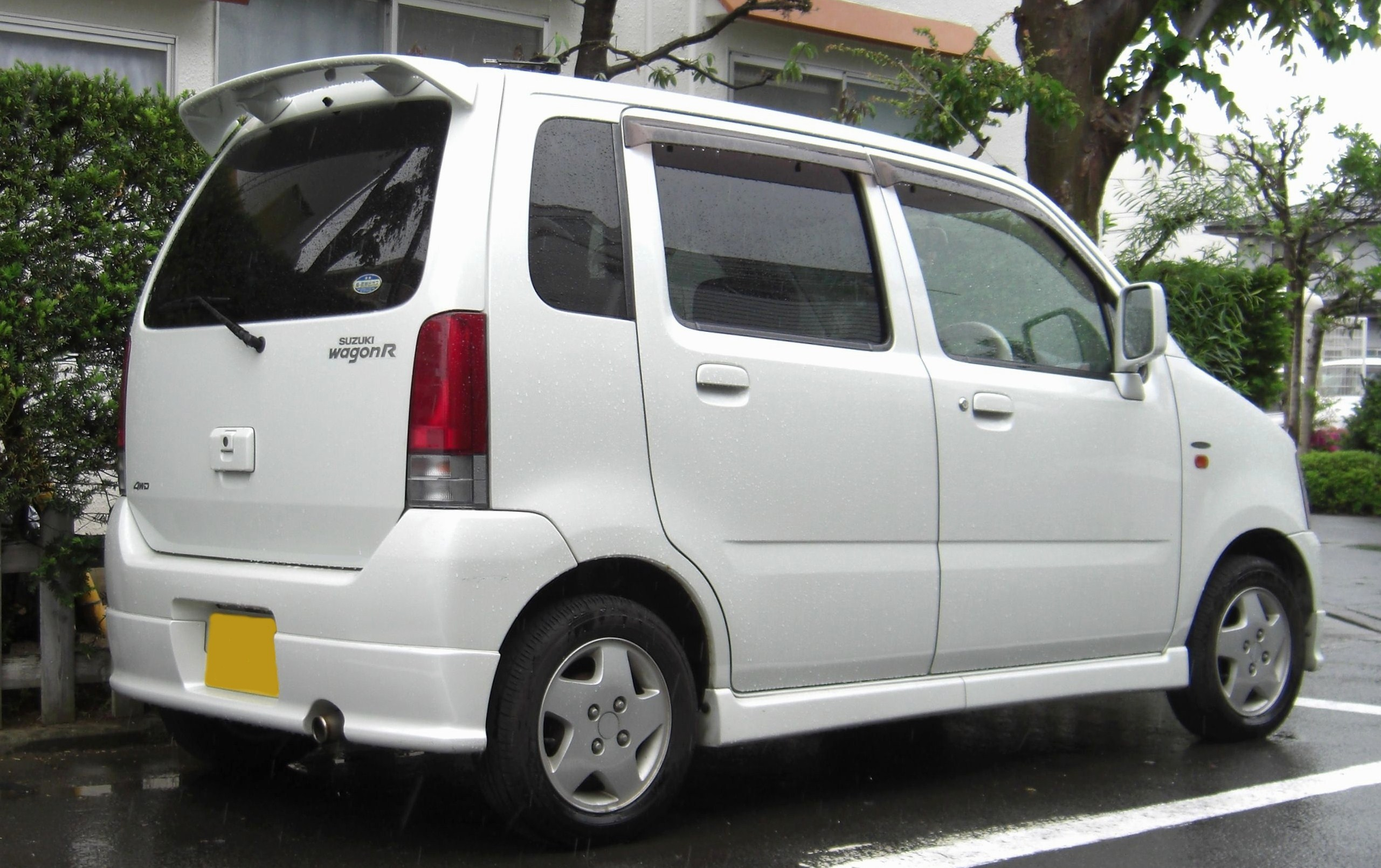
3型FM Aero車尾
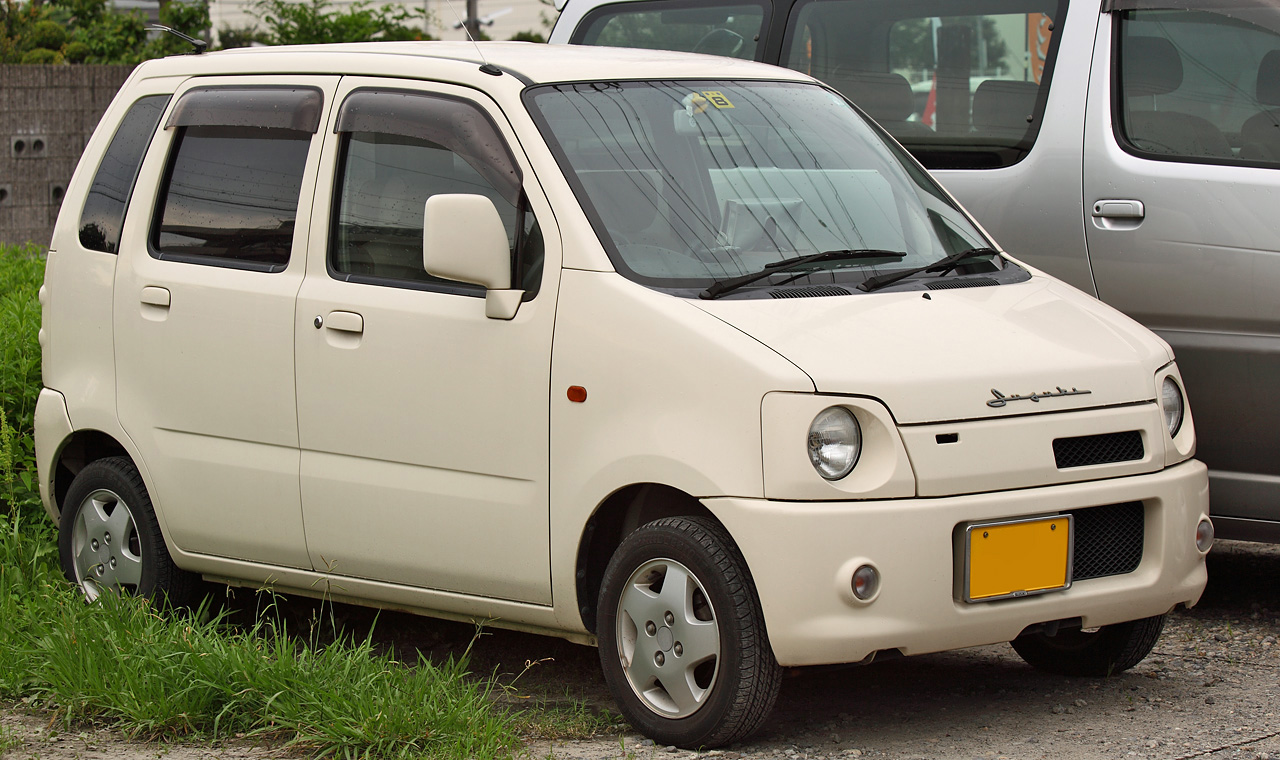
C2車頭
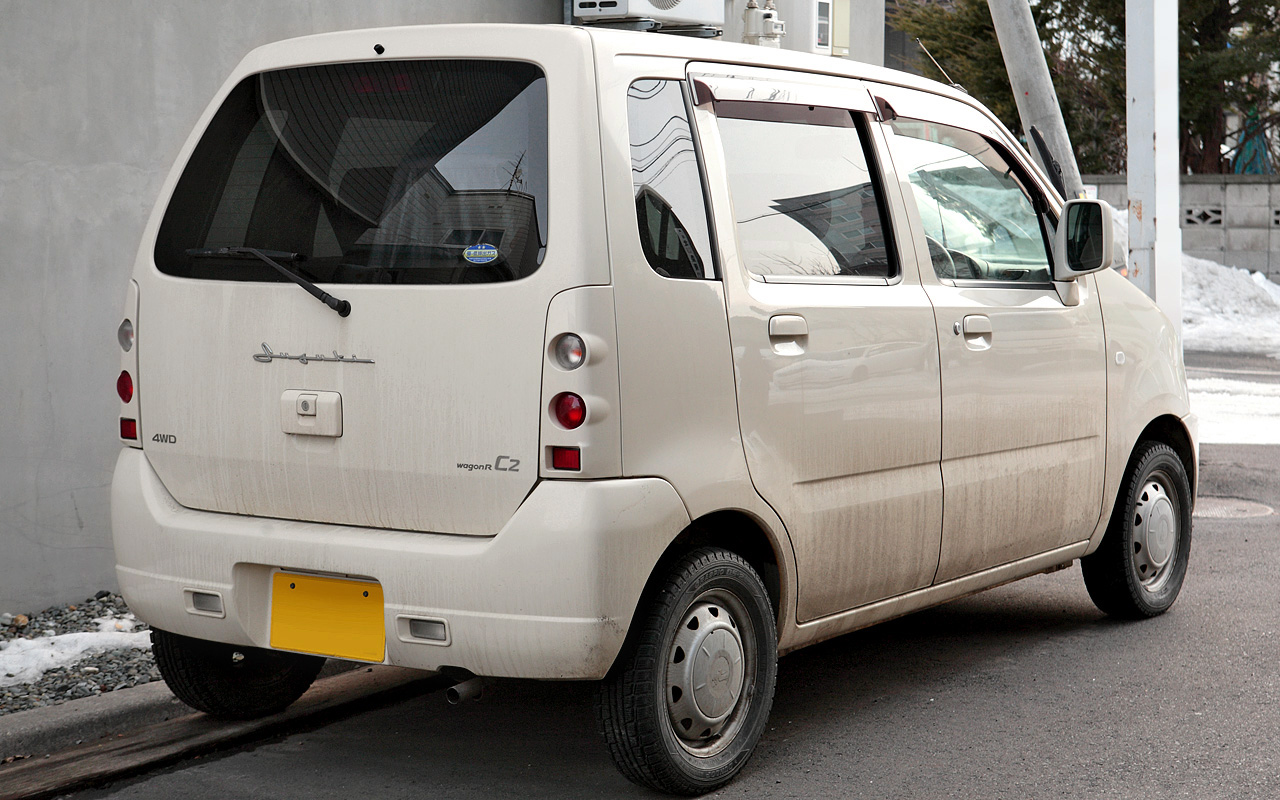
C2車尾
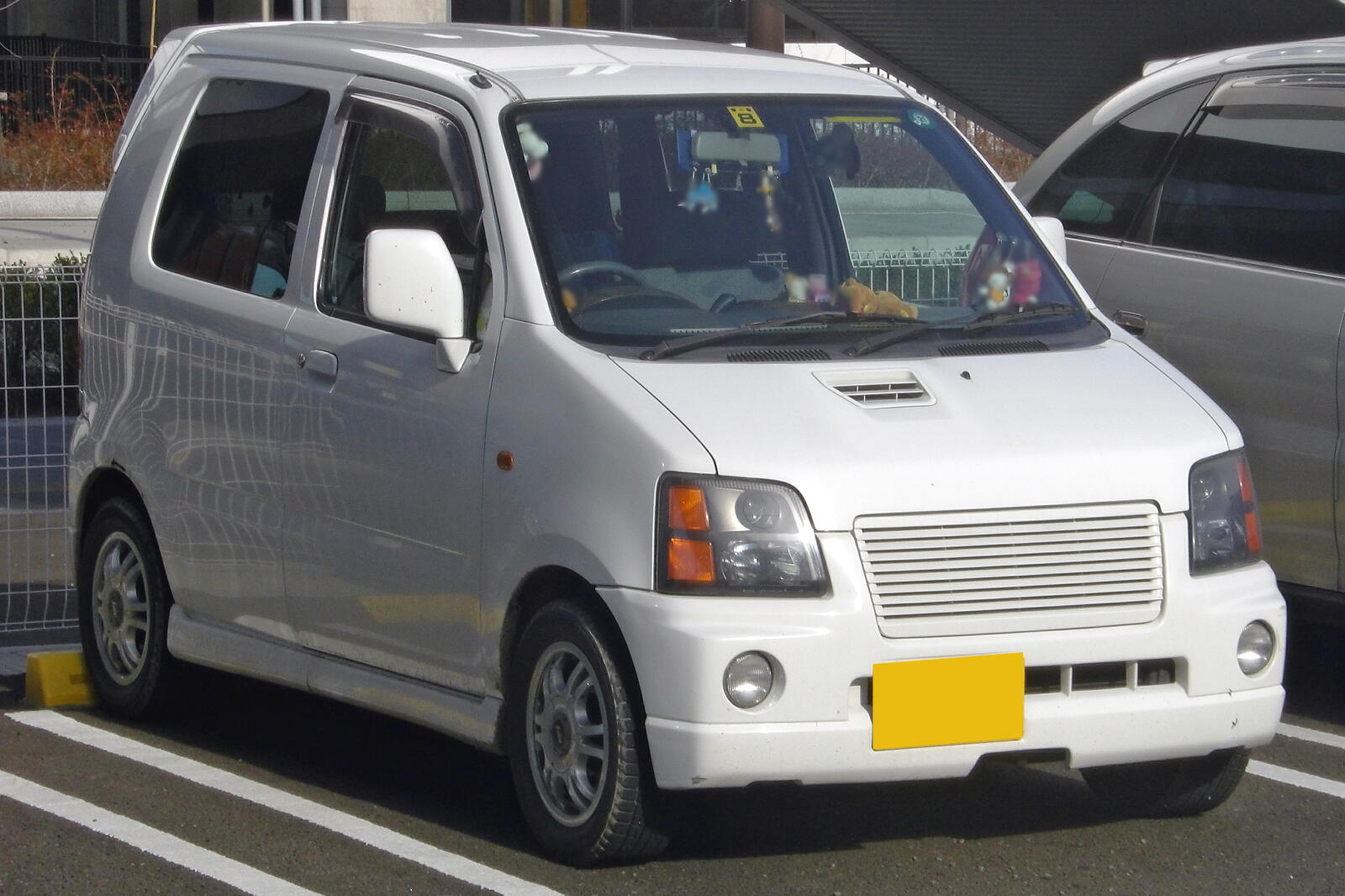
RR車頭
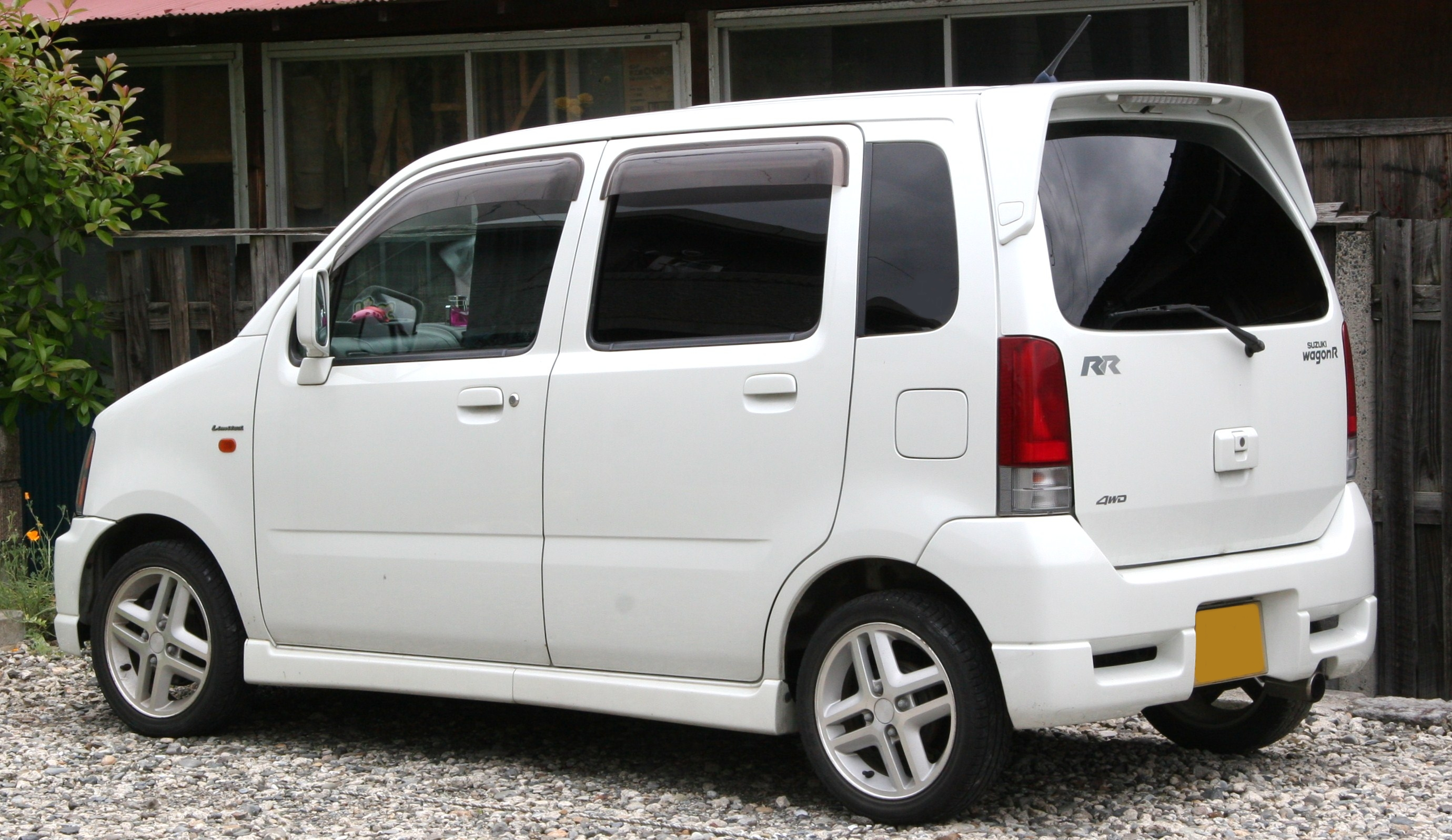
RR車尾

### 第三代MH21S/22S型（2003年-2008年）
2003年 - 9月30日發表大改款的第三代Wagon R，外形改得更為方正，因此車身面積比前一代增加20%，車重也多了近20公斤。車頂空間更加拓展，車門開啟角度也更大，於是更方便乘員進出。動力方面提供五速手動排檔、四速自動排檔等二種選擇，搭配可輸出最大馬力54hp / 6,500rpm、最大扭力6.4kg·m / 3,500rpm的658c.c.直列三缸DOHC VVT K6A型引擎，或者最大馬力60hp / 6,000rpm、最大扭力8.5kg·m / 3,000rpm的658c.c.直列三缸DOHC K6A型渦輪增壓引擎（附中冷器）。
2004年 - 1月26日發售特仕車「FX Limited」，包括14吋鋁圈、全車空力套件、CD/MD音響系統、皮革方向盤等配備；7月6日則以渦輪增壓的FT車型為底發行「FT Limited」特仕車，另外CNG車型亦隨之上市。2月4日推出福祉車，車尾具備電動升降平台供輪椅上下車，且備有固定安全帶，以防止輪椅在車子行進中倒退。
2005年 - 9月2日實施小改款，主要是精進引擎的油耗與排污之表現。前、後保桿與水箱護罩重新設計，追加湖水藍與紫羅蘭等兩種新車色塗裝，改換自發光式儀表板。
2006年 - 5月11日為了慶祝日本國內累計銷售達250萬輛，推出備有HDD衛星導航系統的「250X」、「250T」等二款特仕車。9月4日推出「RR-S Limited」特仕車，9月12日則有「FX-S Limited」特仕車，10月19日則是「Navi Special」、「Navi Special Turbo」等特仕車上市。
2007年 - 2月5日推出「Wagon R Stingray」，具備放電式頭燈、半透明水箱罩、透明尾燈組（前期型）、全車空力套件、鋁合金輪框等，內裝並統一成黑色調設計。動力輸出則區分成DOHC VVT引擎的「X」、DOHC M-Turbo引擎的「T」、缸內直噴渦輪增壓引擎的「DI」等三種。
2008年 - 6月4日為了紀念日本國內累計銷售達300萬輛，特別發售「Limited」、「Stingray Limited」特仕車。

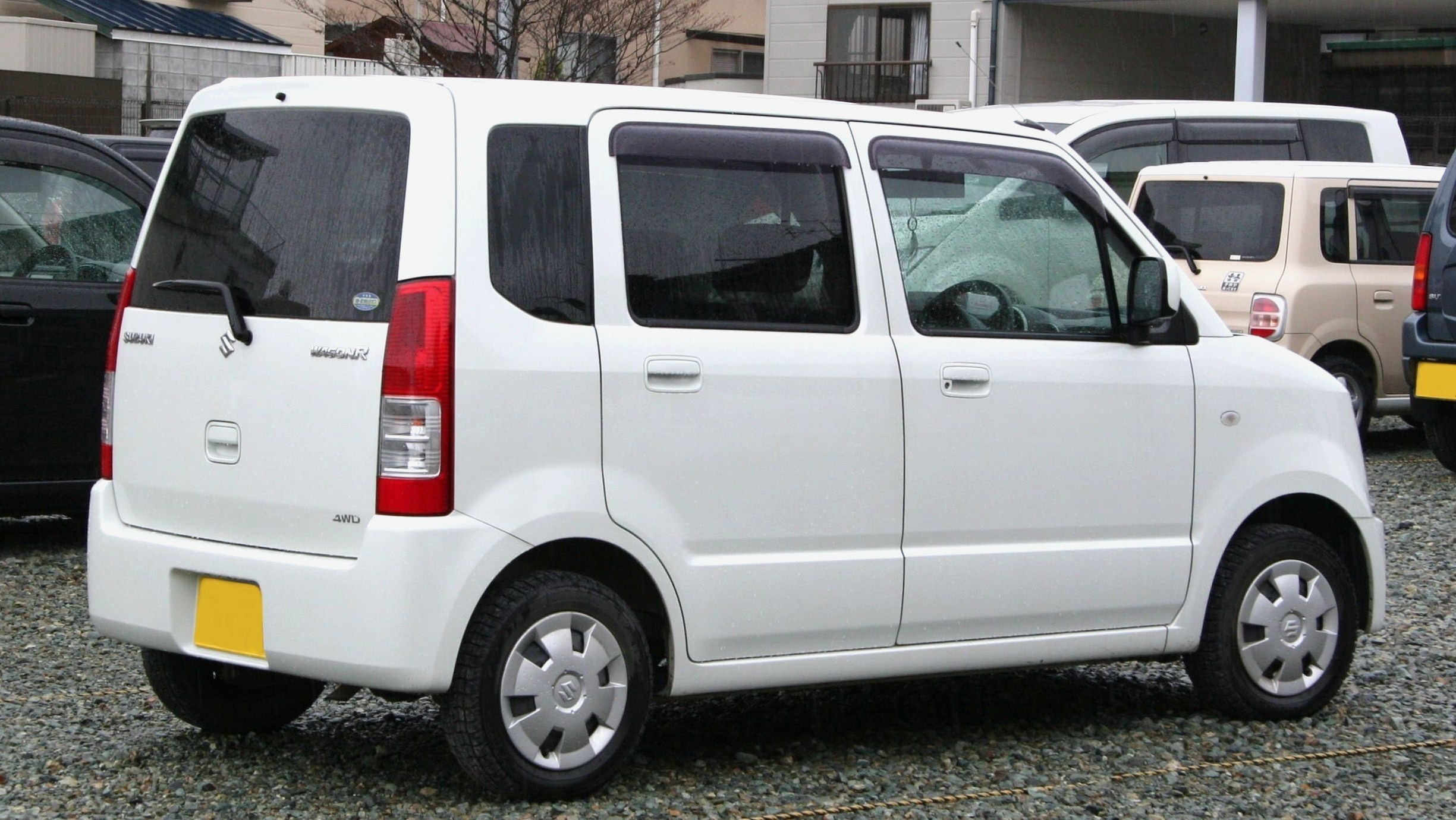
前期型車尾
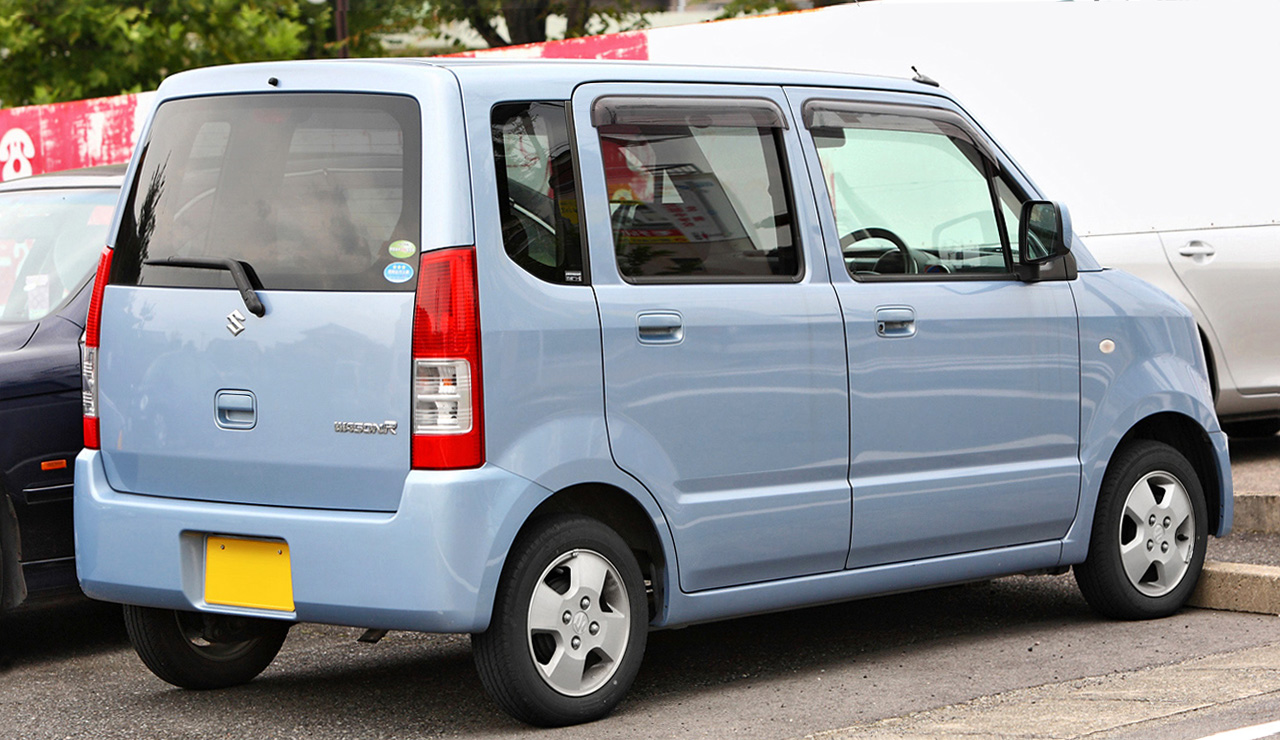
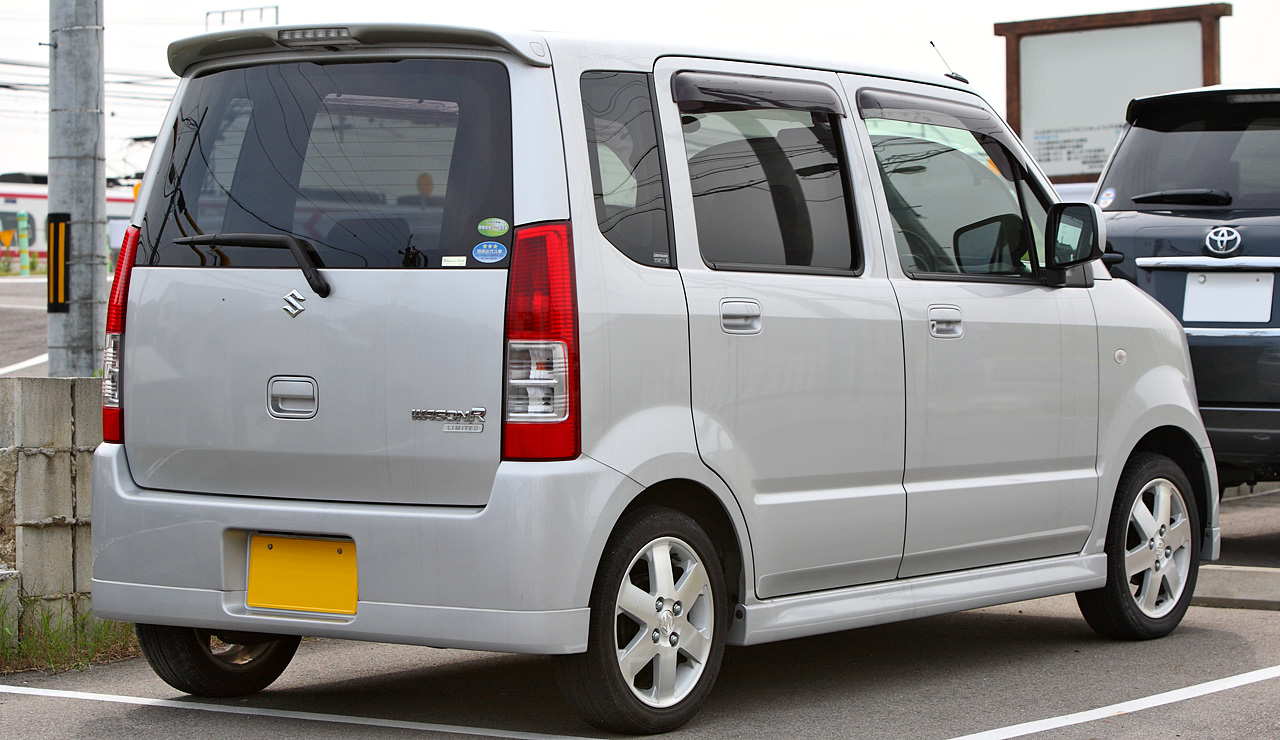
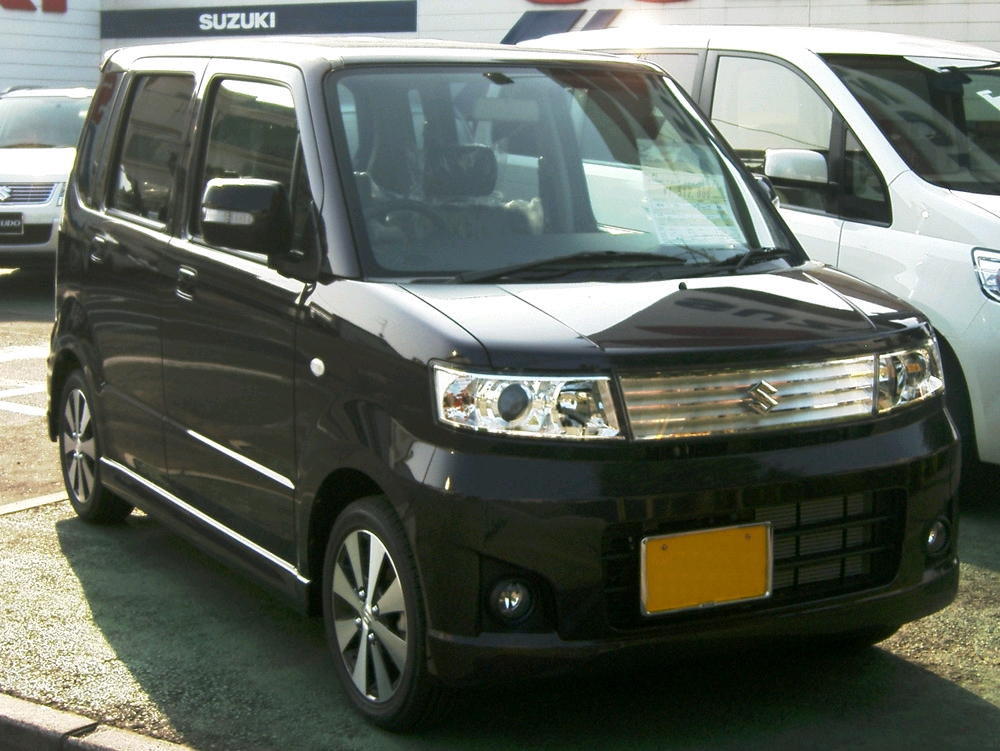
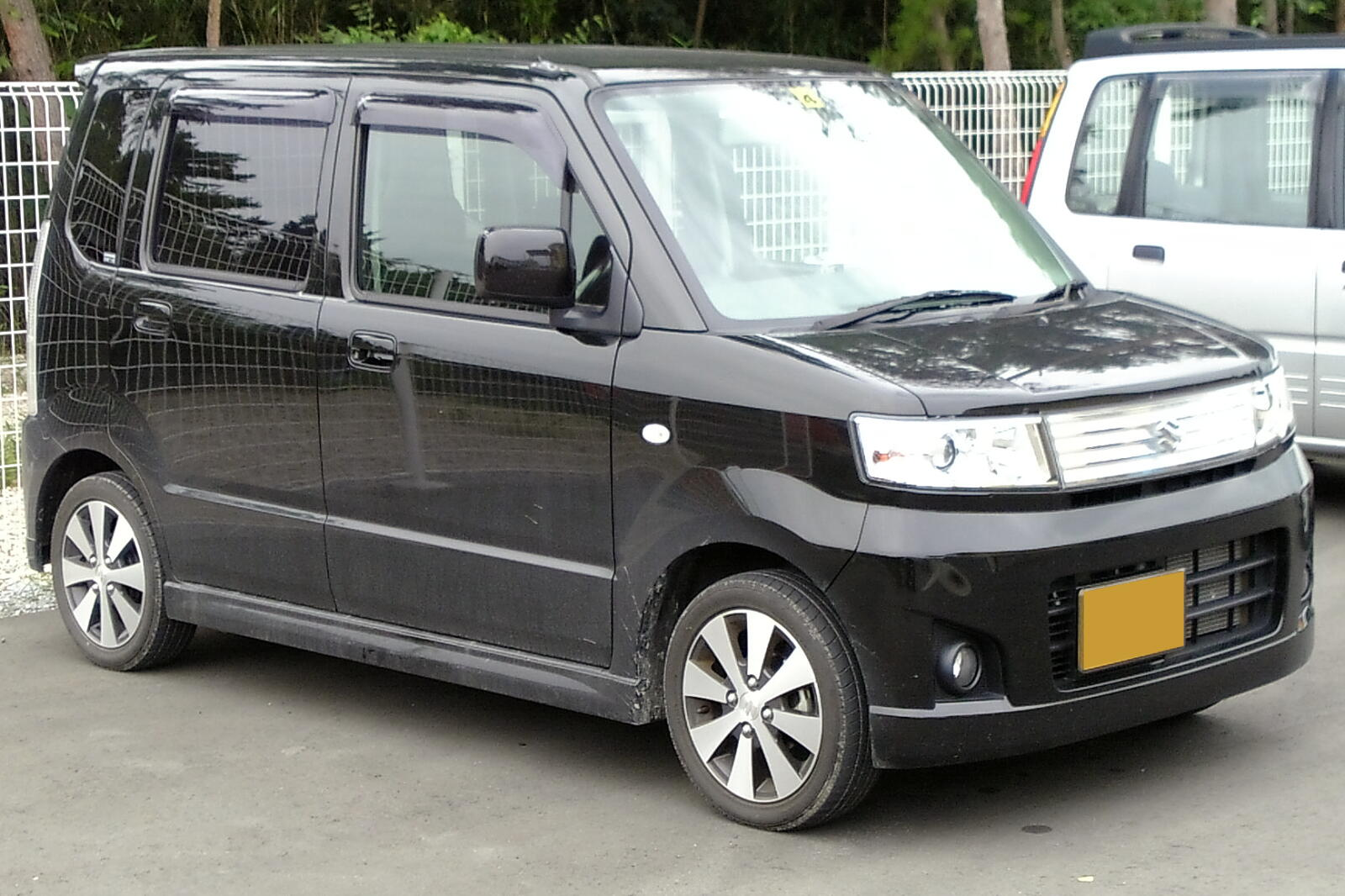

### 第四代MH23S型（2008年-2012年）
2008年 - 9月25日日本市場同時發表大改款的第四代Wagon R及運動化車款Wagon R「Stingray」。兩款均使用全新打造的底盤平台，加長的軸距使得車室空間更大。動力方面提供658c.c.直列三缸DOHC VVT K6A型引擎、658c.c.直列三缸DOHC K6A型渦輪增壓引擎（附中冷器）等二種，搭配五速手動排檔、四速自動排檔或CVT三種變速箱。其中搭載CVT變速系統車款首度採用電子節流閥，以提升油耗表現。同月29日兄弟車第四代馬自達AZ-Wagon上市，差別只在於車頭五角盾形進氣壩和重新設計的前保險桿，其餘則近似或相同。
2009年 - 1月15日推出福祉車「WITH Series」，後門打開後高度擴增至1,385mm、寬幅710mm。後門下方設有斜坡，傾斜度自10度改為9度，方便輪椅進出。另外，改採三點式安全帶以固定輪椅，並附輪椅乘員使用之手把。
同年5月14日推出「FX LimitedII」特仕車，以「FX Limited」為基底外加專屬水箱罩、LED後視鏡方向燈、全自動空調、轉速表、六支喇叭、皮革內裝等裝備；同年10月9日獲得2009年度好設計獎。
2010年 - 1月21日為了紀念日本國內所有車款累積銷售超過2千萬輛，推出「FX-S Limited」特仕車，以「FX Limited」為基礎，加裝HID頭燈（附高低可調功能）、自動感應點燈、多反射式前霧燈、車頂天線等。4月23日馬魯蒂鈴木Wagon R於印度問世，車頭比日規還要長，水箱罩和前保桿的設計也不盡相同。
同年8月20日部分改良（2型），改採和第七代Alto、Palette一樣的附有副變速機構的CVT；並且調整部分車型。
2011年 - 1月11日原廠宣佈去年12月國內市場累積銷售超越350萬輛。11月15日怠速熄火系統擴大至部分車型，11月21日發售「Limited II」、「Stingray Limited II」特仕車。
2012年 - 5月31日實行部分改良（3型），加大前座安全帶、改變後座頭枕。同年9月6日日本市場停產，只剩福祉車仍持續銷售，直到11月27日停產。
2013年 - 8月21日印度馬魯蒂鈴木公司發表馬魯蒂Stingray（車名沒有Wagon R），車身尺寸比Wagon R稍大，配置996c.c.直列三缸DOHC VVTK10B型引擎，可輸出最大馬力67bhp / 6,200rpm、最大扭力90N·m / 3,500rpm，搭配五速手動排檔之變速系統。稍後也推出1.0L直列四缸SOHC F10D型引擎搭配LPG的車型，2015年下半年起推出自排變速箱之選擇。
同年6月印尼鈴木汽車於印度尼西亞國際車展發表「鈴木Karimun Wagon R」，同年9月則開始量產。該車款乃為了順應印尼政府推動LCGC政策（Low Cost Green Car〔低成本綠色車輛〕之縮寫）而推出，分隔成三個車型。
2014年 - 4月20日位於巴基斯坦的巴基鈴木公司開始下線生產Wagon R。為了符合當地的用車條件，動力來源改用998c.c.直列三缸DOHC VVTK10B型引擎，且引擎室伸長205mm。9月印尼鈴木汽車開賣運動化車型「鈴木Karimun Wagon R GS」，乃基於Stingray而修改，同時變速系統為五速AGS自手排半自動排檔變速箱。

#### 獲獎記錄
2008年10月8日Wagon R和Wagon R Stingray雙雙獲得好設計獎，同年11月18日則奪得2009年度第18屆RJC年度風雲車。

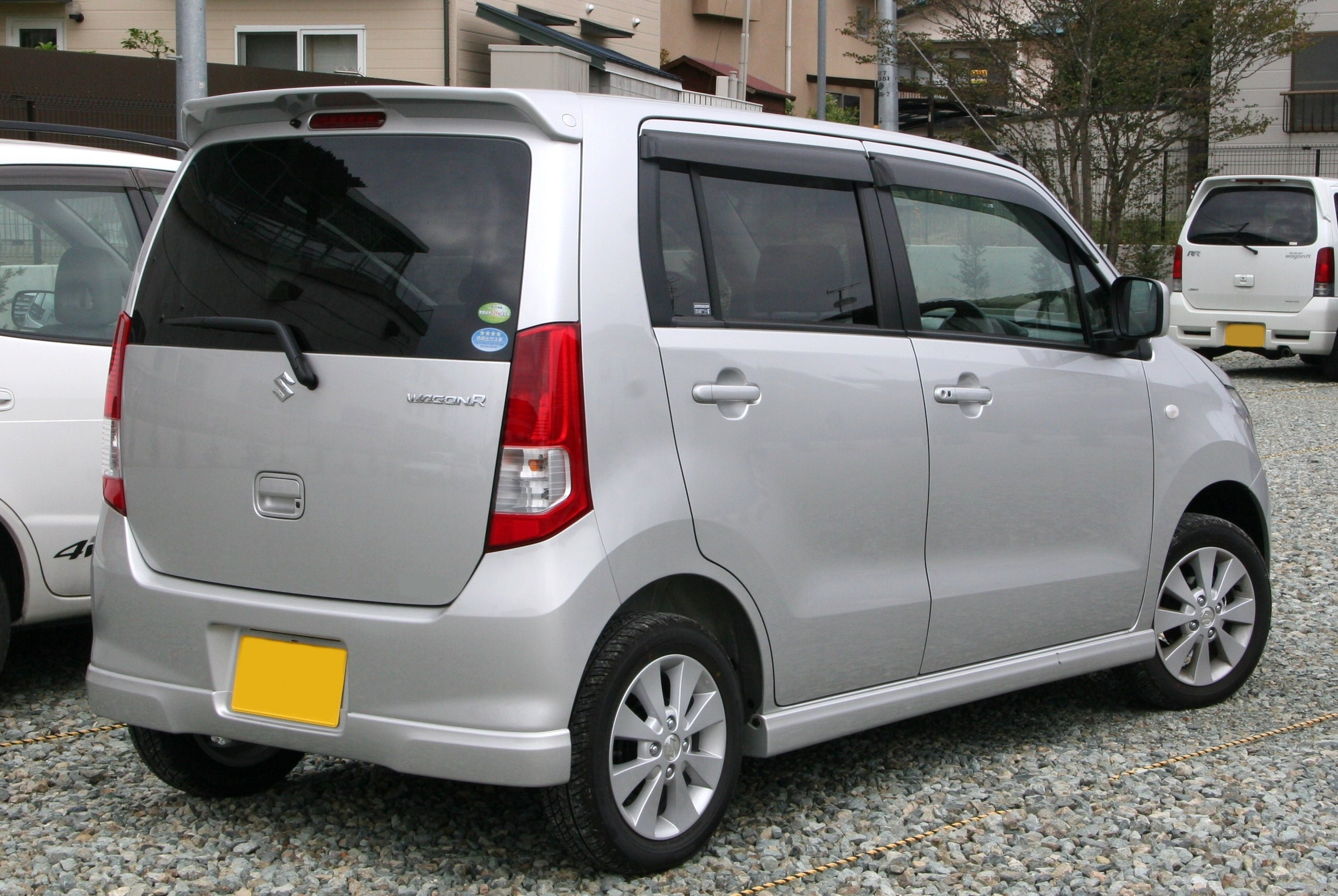
前期型車尾
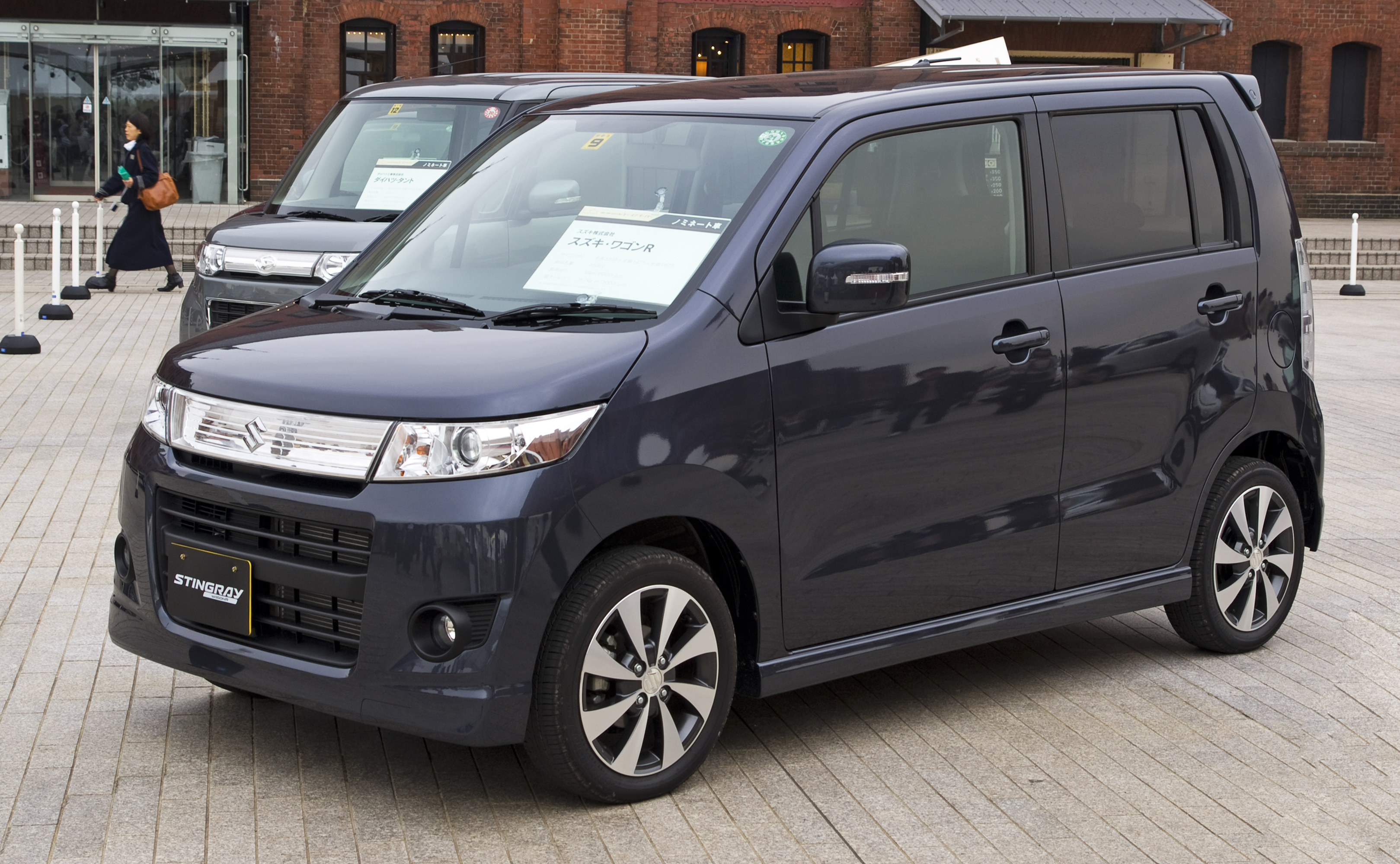
Stingray車頭
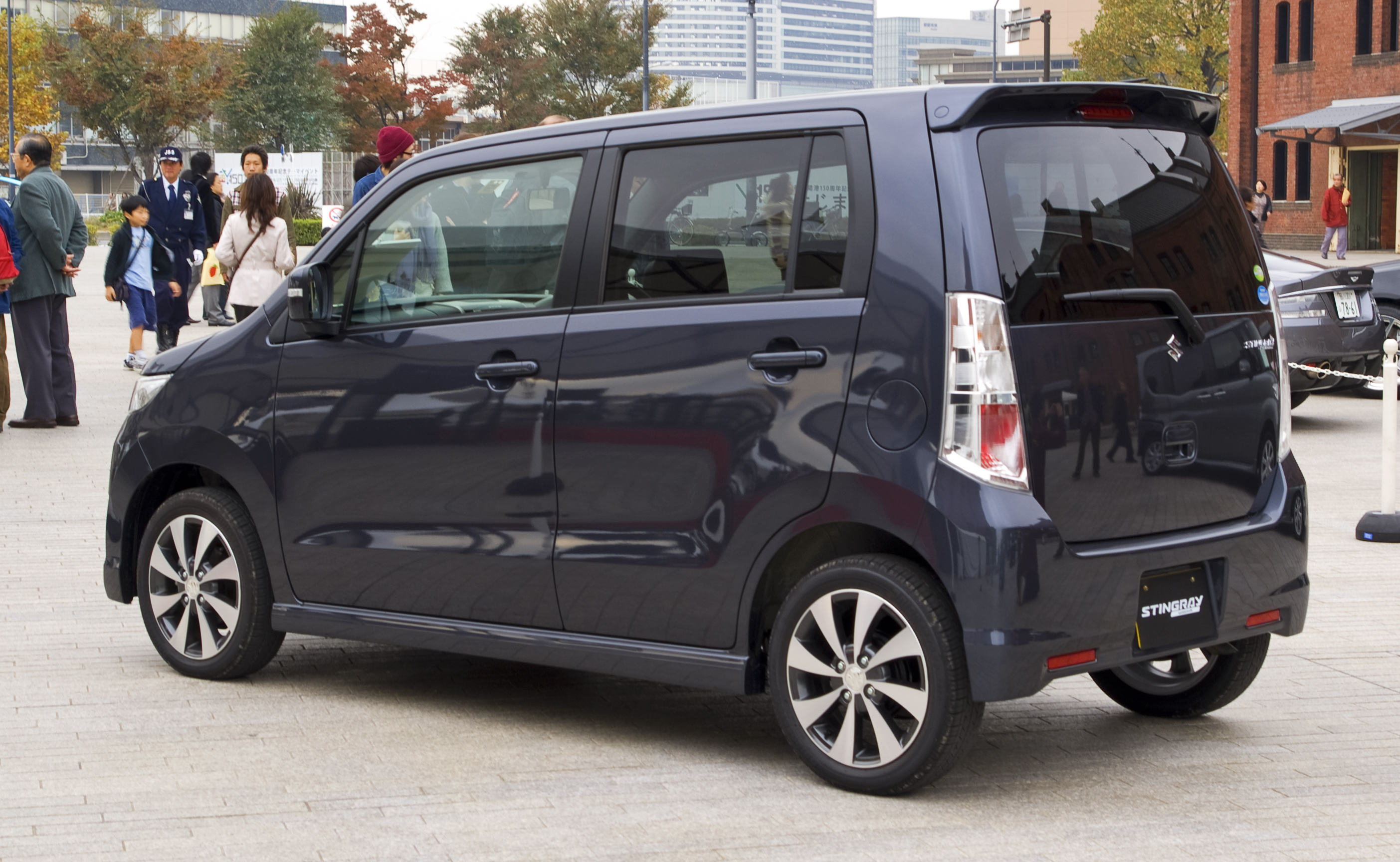
Stingray車尾
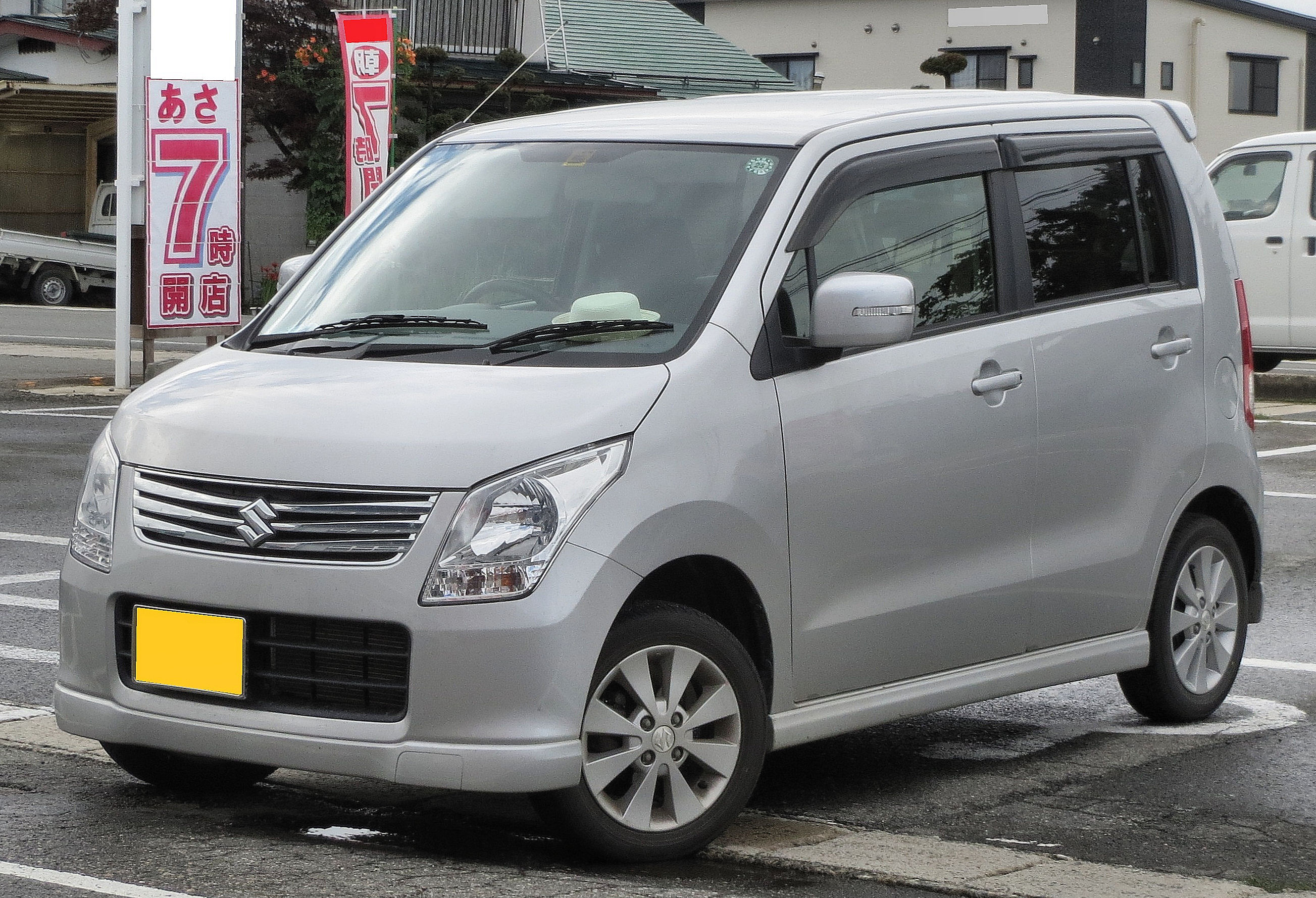
FX Limited車頭
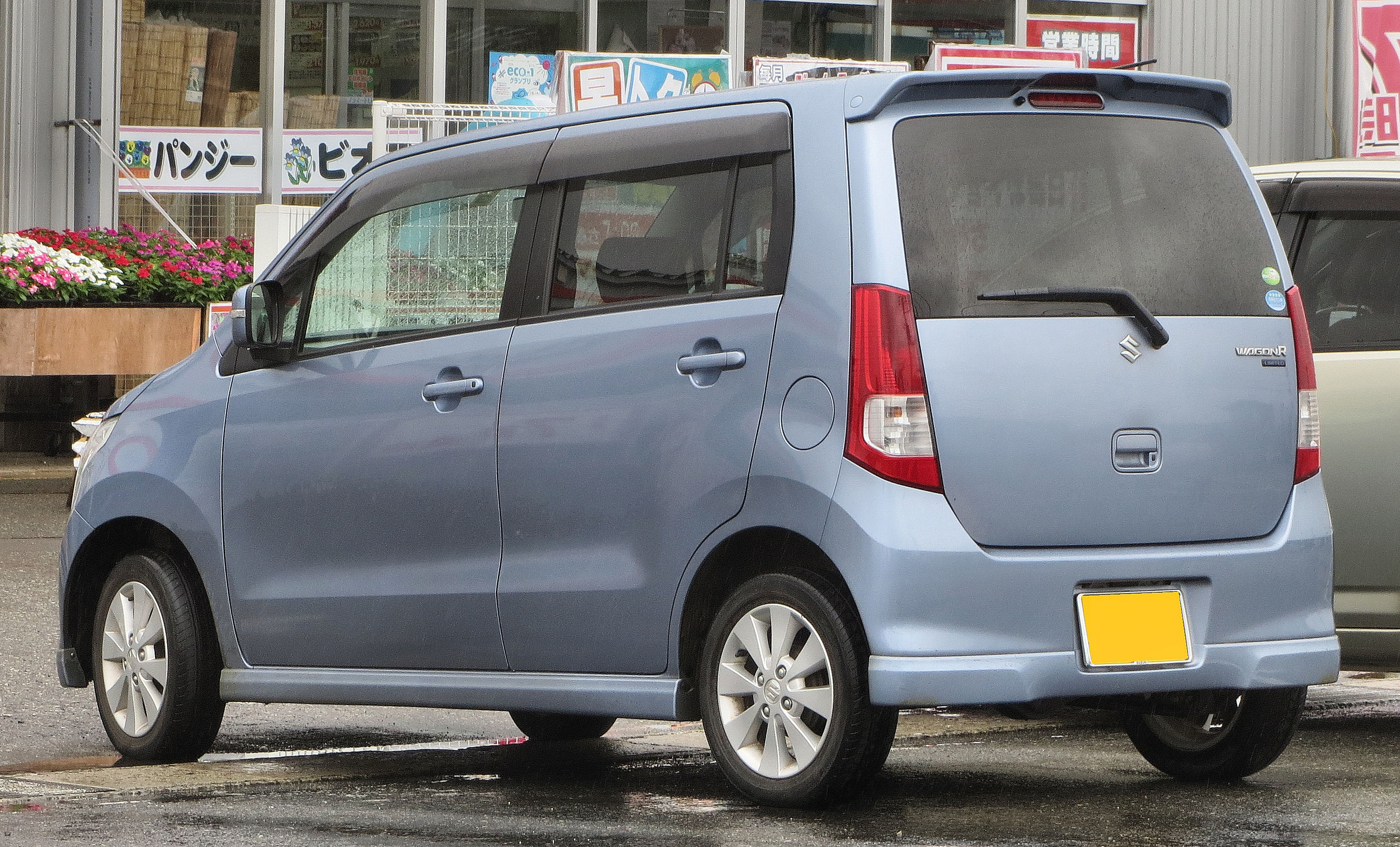
FX Limited II車尾
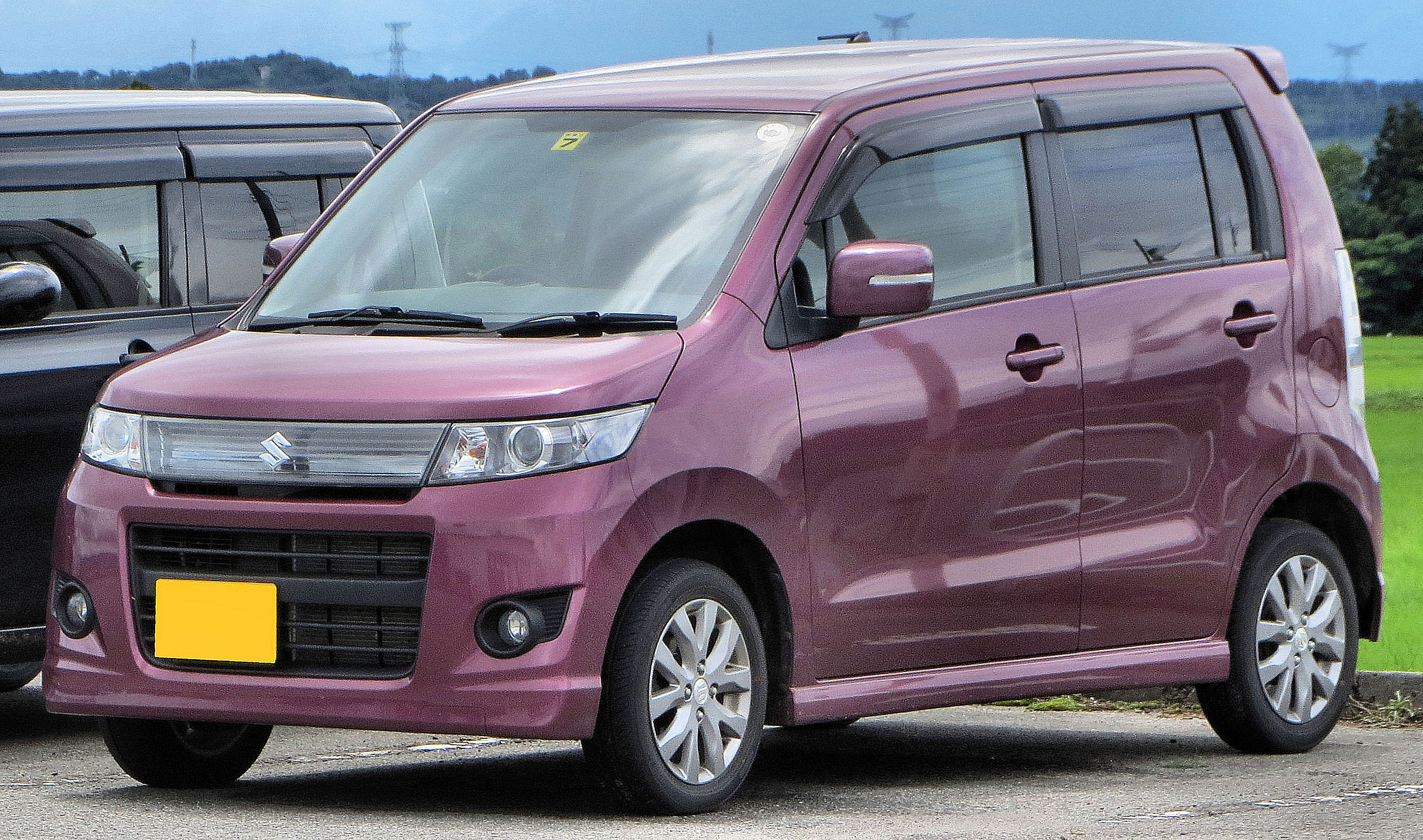
FX Limited II車頭
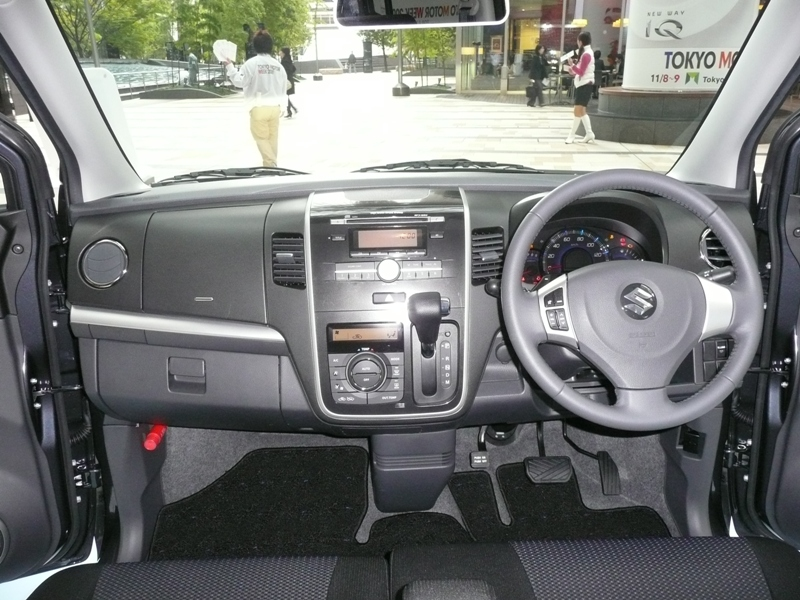
Stingray車頭
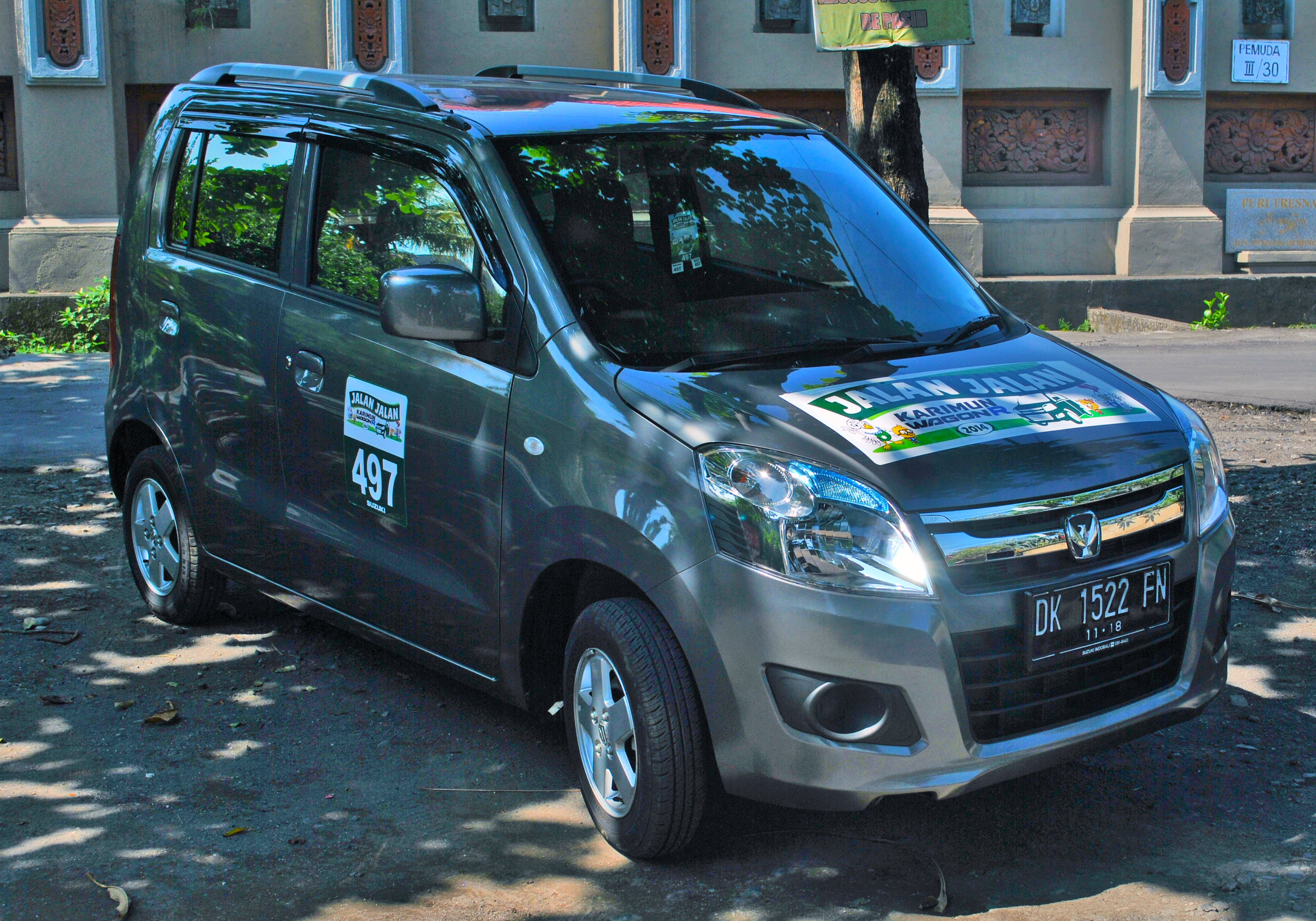
印尼國際車展展出的Karimun Wagon R

### 第五代MH34S/44S型（2012年-2017年）
2012年 - 9月6日發表全新第六代Wagon R，邀請男星渡邊謙拍攝廣告影片，Stingray車型則邀山田優、富永愛、道端潔西卡等女星拍攝。新開發之658c.c.直列三缸DOHC VVT R06A型引擎除了VVT可變氣門正時，並有全新設計的多孔式霧化噴嘴，在輸出52hp / 6.4kg·m最大動力的同時也繳出平均28.6km/L的油耗表現。此外尚有一具658c.c.直列三缸DOHC R06A型渦輪增壓引擎（附中冷器），搭配具有副變速機構的CVT變速箱。除固有之車載鉛酸蓄電池外，副手席下方新增一組獨立鋰離子電池，後者供應車室內儀表、音響、空調等系統所需之電力，以有效降低發電機的負擔。
獨家研發的eNe-CHARGE動能回收系統（（日語）エネチャージ減速エネルギー回生技術），可將車輛減速時的引擎動力轉成電力，依4：6的比例儲存在鉛酸蓄電池及鋰離子電池，等行駛時再供電給車內的電氣部品，配合怠速熄火系統達到節能之目的。
同年10月25日，開始OEM換牌成馬自達Flair。11月27日推出福祉車輛「助手席電動升降椅裝置車」，具備無線遙控器、助手席側之按鈕、升降時胸部固定用安全帶、A柱輔助握把、升降椅之腳踏板等配備。
2013年 - 7月16日實施部分改良（2型），自然進氣、2WD車型之油耗達30.0Km/L，且CVT車型增加自動剎車輔助系統，於前擋玻璃上方裝設紅外線雷射偵測雷達，在5 ~ 30km/h低速行駛時若無法迴避障礙物則自動煞車。同時發售「20週年紀念車」，外觀上除了專屬樣式的水箱護罩和鋁圈、20週年紀念版專屬銘牌，並有6種車色可供選擇。內裝上則是黑色系鋪陳，搭配真皮包覆方向盤、紅色縫線、鋁合金飾板、儀錶板照明等，還可選配支援智慧型手機連結的衛星導航系統。
同年9月3日原廠宣佈20年累積銷售超過4百萬輛，打破鈴木Alto的記錄，成為該公司銷售4百萬輛最快的車款。同年12月，追加入門廉價「FX-E」車型。
2014年 - 8月25日實施小改款（3型），新增附有ISG整合式起動發電機（integrated starter generator）的「S-eneCHARGE」系統（エネチャージ）具有怠速熄火和節能駕駛的功能，使得油耗表現可達每公升32.4公里。CVT車型配備雷達煞車輔助系統，當雷達偵測到與前方車輛或物體距離過近，將自動啟動煞車以停止行進。在外觀方面，大燈組、前保桿、進氣壩等皆換上全新設計。配合小改款，標準車型仍延請男星渡邊謙，Stingray車型則改用女星水原希子代言。
同年12月18日，發售「Stingray J STYLE」特仕車。以「Stingray X」車型為基礎，外加車側後視鏡附LED方向燈、尾門鍍鉻飾板、車門鍍鉻手把、專屬內裝座椅、專屬4種車色塗裝等配備。
2015年 - 8月18日實行部分改良（4型），針對搭載「S-eneCHARGE」系統的「FZ」、「Stingray X」，以及eNe-CHARGE動能回收系統的「FX」之CVT車型，提升其引擎壓縮比至1：11.5，並改採新式EGR系統、改良進排氣等。同年12月21日，發售特仕車「FX Limited」。以「FX」的CVT車型外加「S-eneCHARGE」系統、專用14吋鋁合金輪圈、免鑰匙感應門鎖系統（keyless entry system）與引擎啟動按鈕（push start system）、附LED方向燈之後視鏡、尾翼、方向盤音響控制開關、方向盤調整方向裝置等配備，並新設4種專屬車色。
2017年 - 2月1日正式停產，只剩福祉車型之庫存車。

#### 安全性召回
2012年9月7日原廠發出召回之通告，由於左後車門的六角鎖製造不良，內部樹脂零件破損造成無法上鎖，車門甚至無法閉合；最壞的情況可能造成行駛間車門開啟。此次創下該車廠有史以來，新車發售翌日便發出安全性召回。

#### 獲獎記錄
2012年10月1日獲得2012年度好設計獎，同年11月14日以該車款採用的「GREEN Technology」節能技術獲得第22屆RJC年度風雲車年度最佳技術獎。

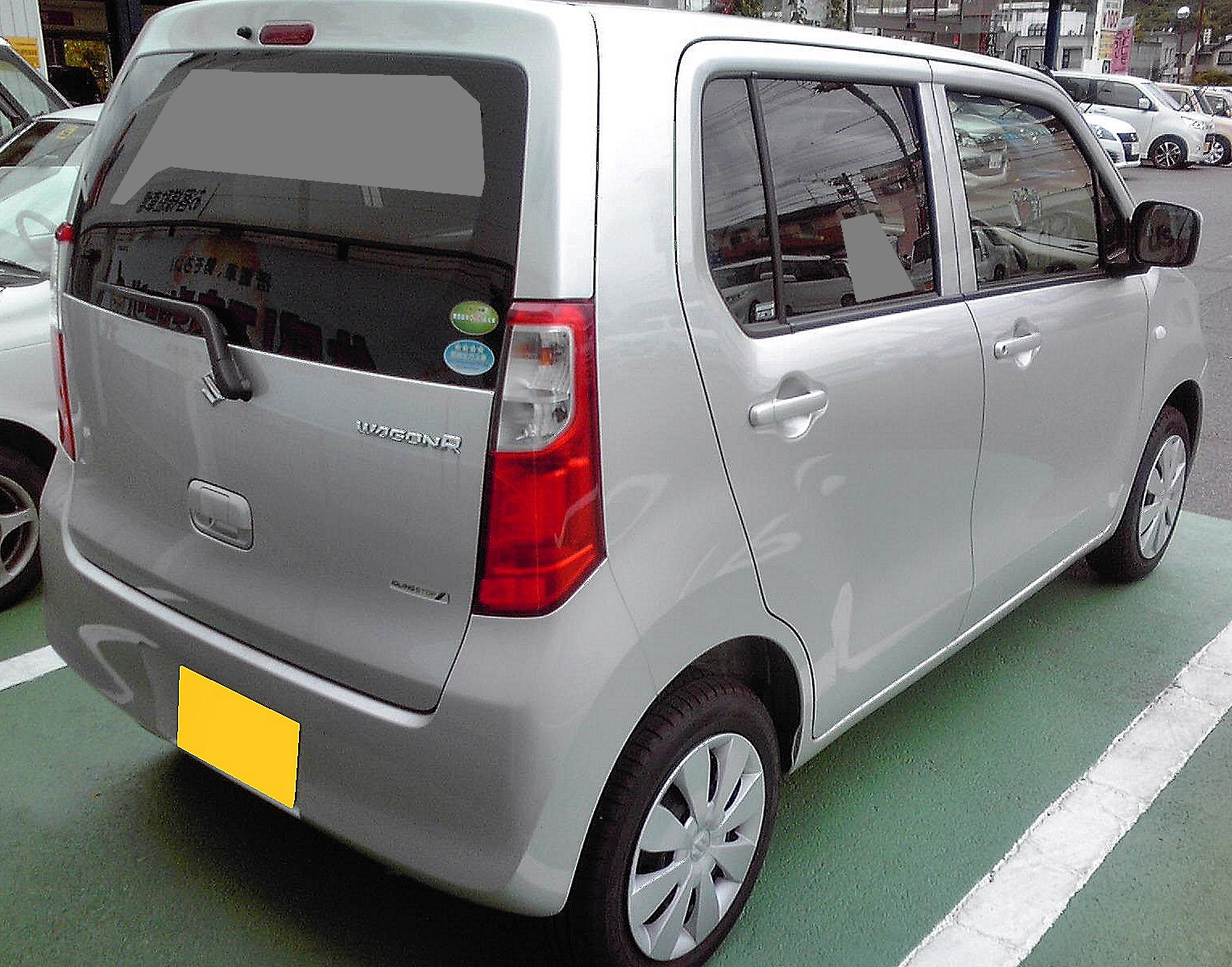
前期型FX車尾
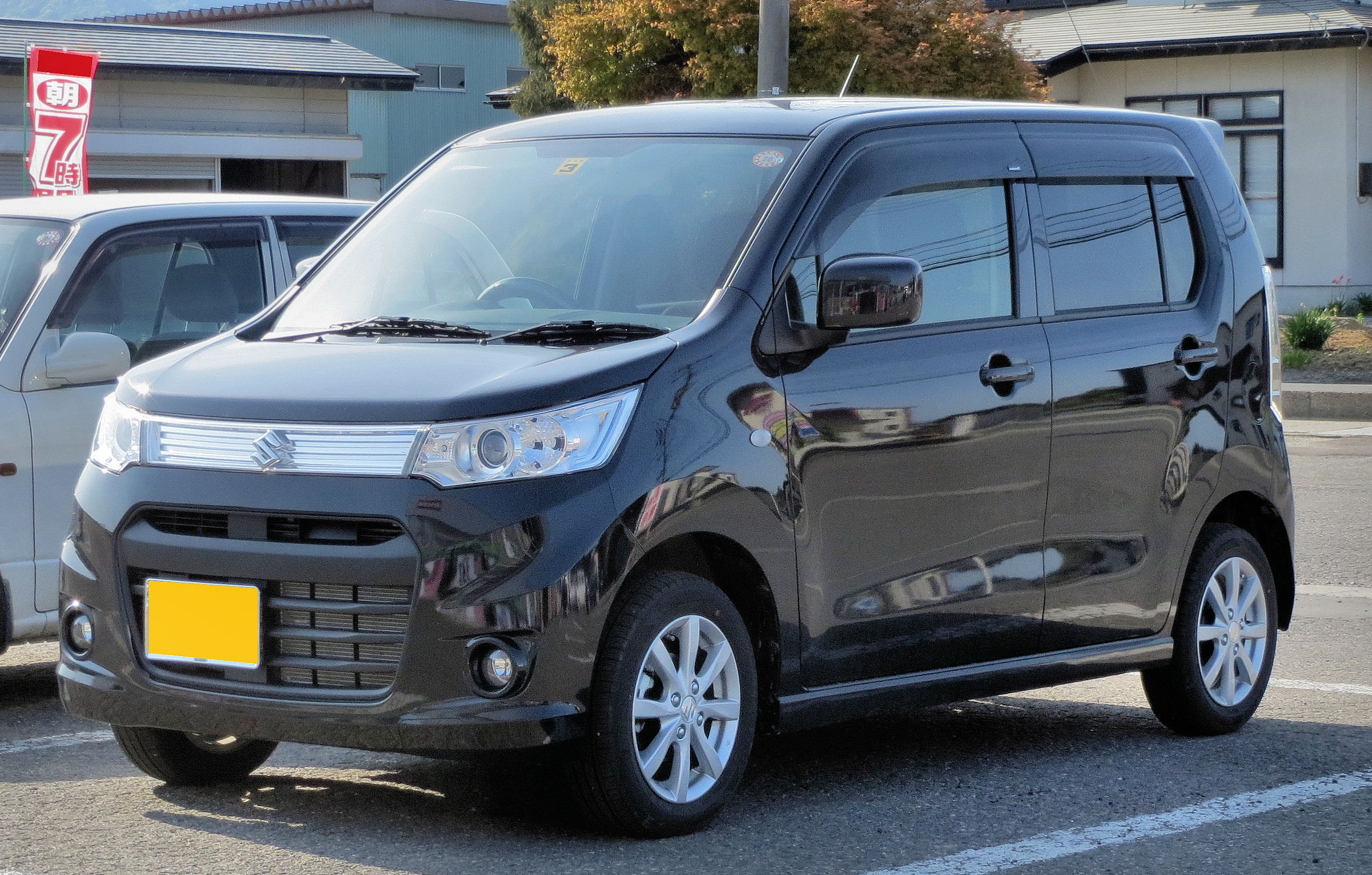
前期型Stingray X車頭（2012年9月-2013年7月）
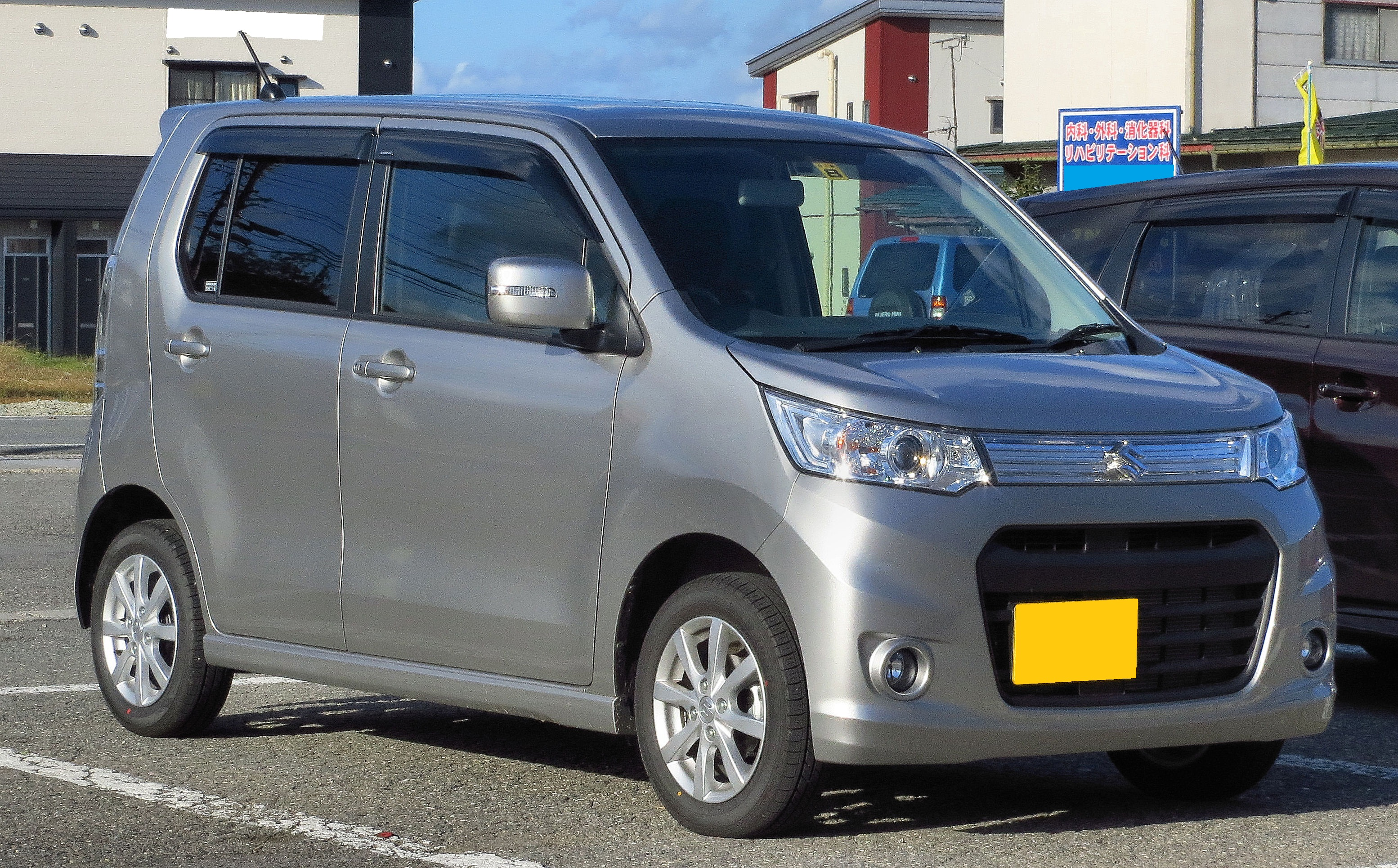
中期型Stingray X車頭（2013年7月-2014年8月）
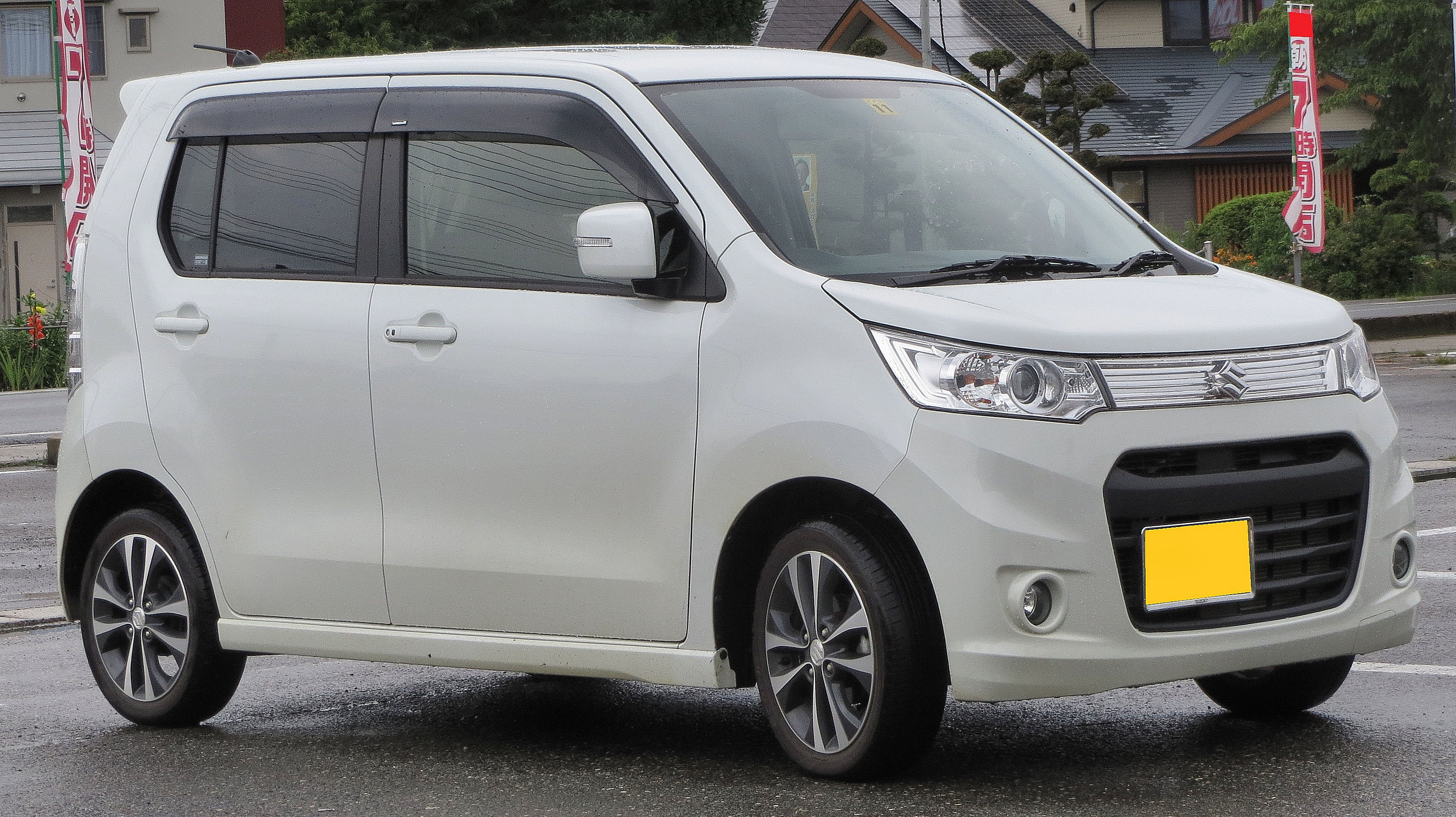
後期型Stingray T車頭

### 第六代MH35S/55S型（2017年迄今）
2017年 - 2月1日原廠正式發表第六代Wagon R和Wagon R Stingray，後者採用較為動感的外型，車頭以亮黑塗裝與鍍鉻裝飾的大型水箱護罩搭配直立狀LED頭燈，前後保桿、尾燈、輪圈等也跟標準型Wagon R不同，並可選用特殊的卡其珍珠漆車色。在內裝方面，儀表板與行車資訊顯示幕全數移至中控台上方，出風口下方新設可置放小物品的平台。修改A柱與後檔玻璃雨刷位置，以減少駕駛者的視覺死角。雙側後車門增加可排出雨水至車外的雨傘收納空間，並加大尾門開口面積。在動力方面，入門級沿用658c.c.直列三缸DOHC VVT R06A型引擎配上CVT無段變速箱，其餘車型搭配一套由ISG整合式馬達與10安培小時鋰電池組成的微型油電系統，可多出3.1ps、5.1kg·m的額外輔助動力。至於頂級車型Wagon R Stingray，則搭載658c.c.直列三缸DOHC R06A型渦輪增壓引擎（附中冷器）搭配微型油電系統，CVT無段變速箱亦具備7速手動模擬功能，還附有方向盤換檔撥片。

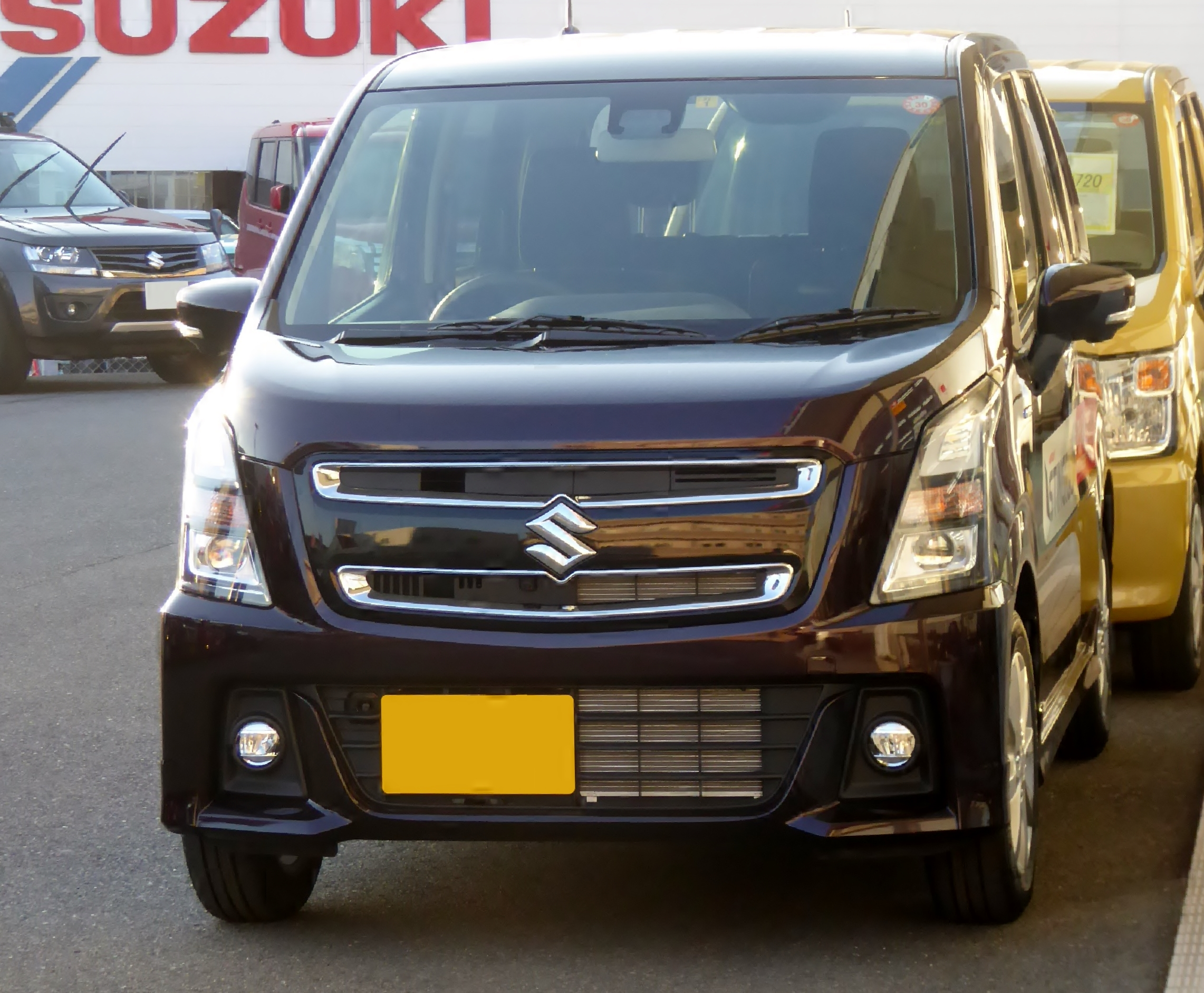
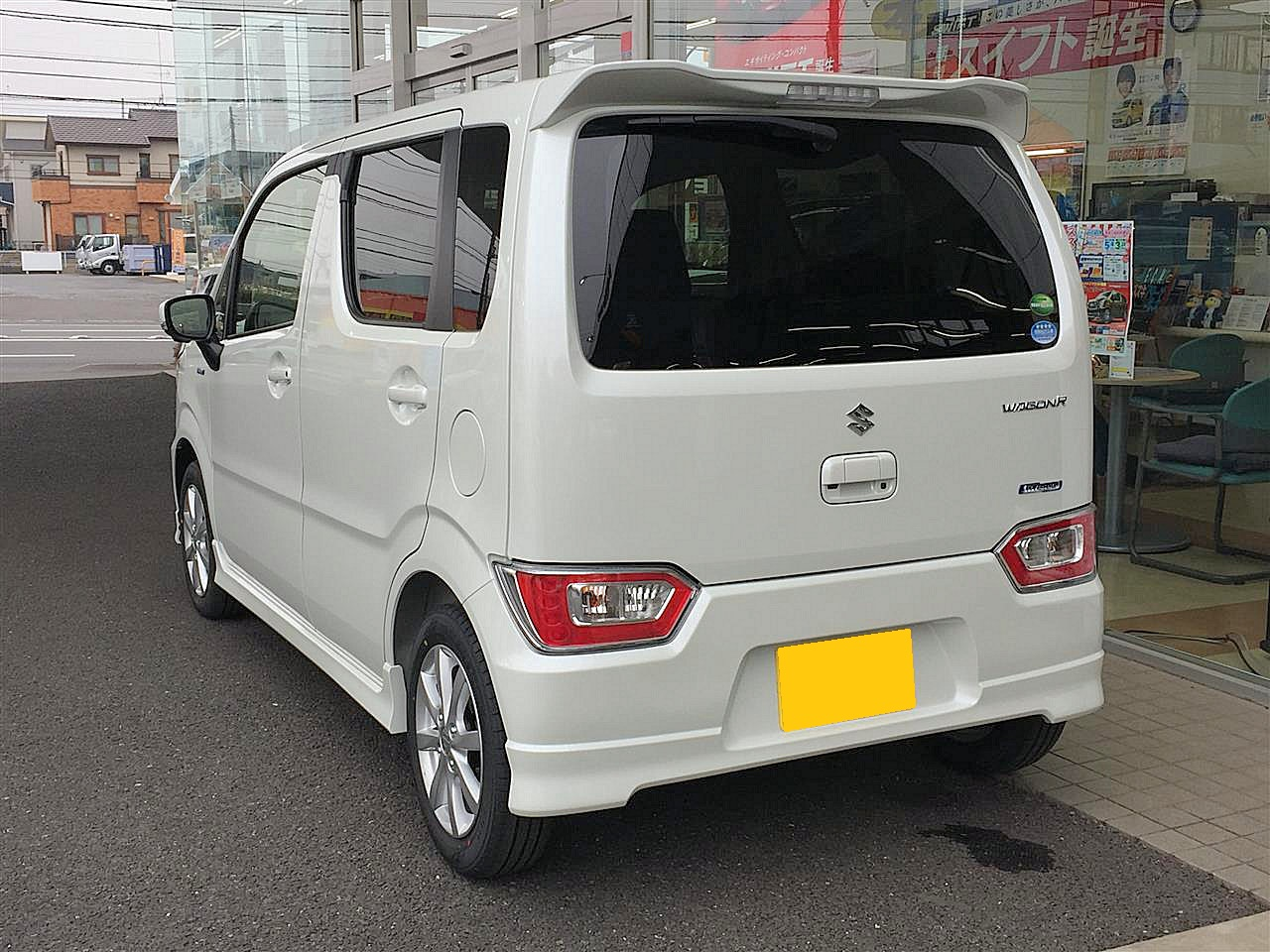
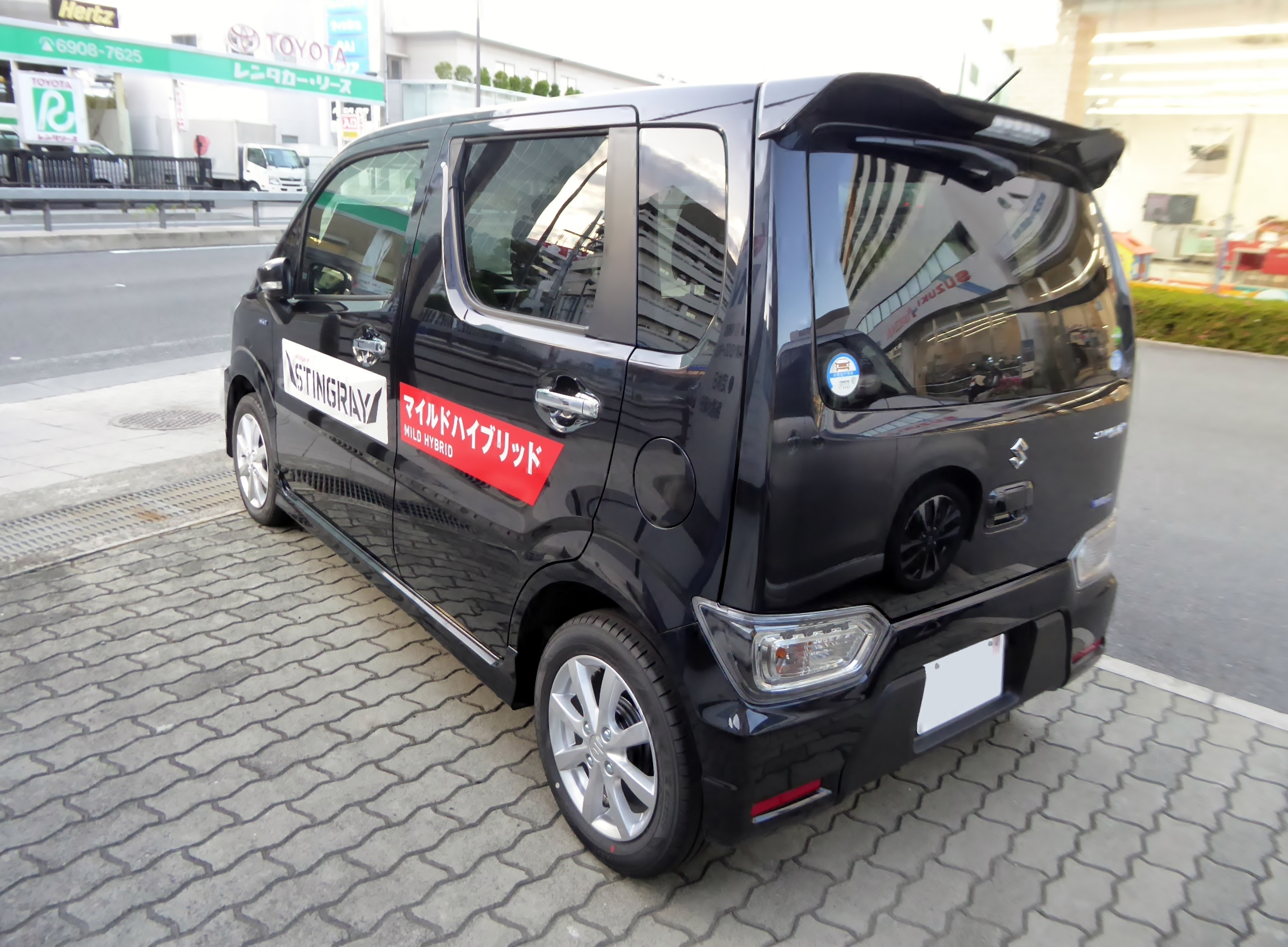
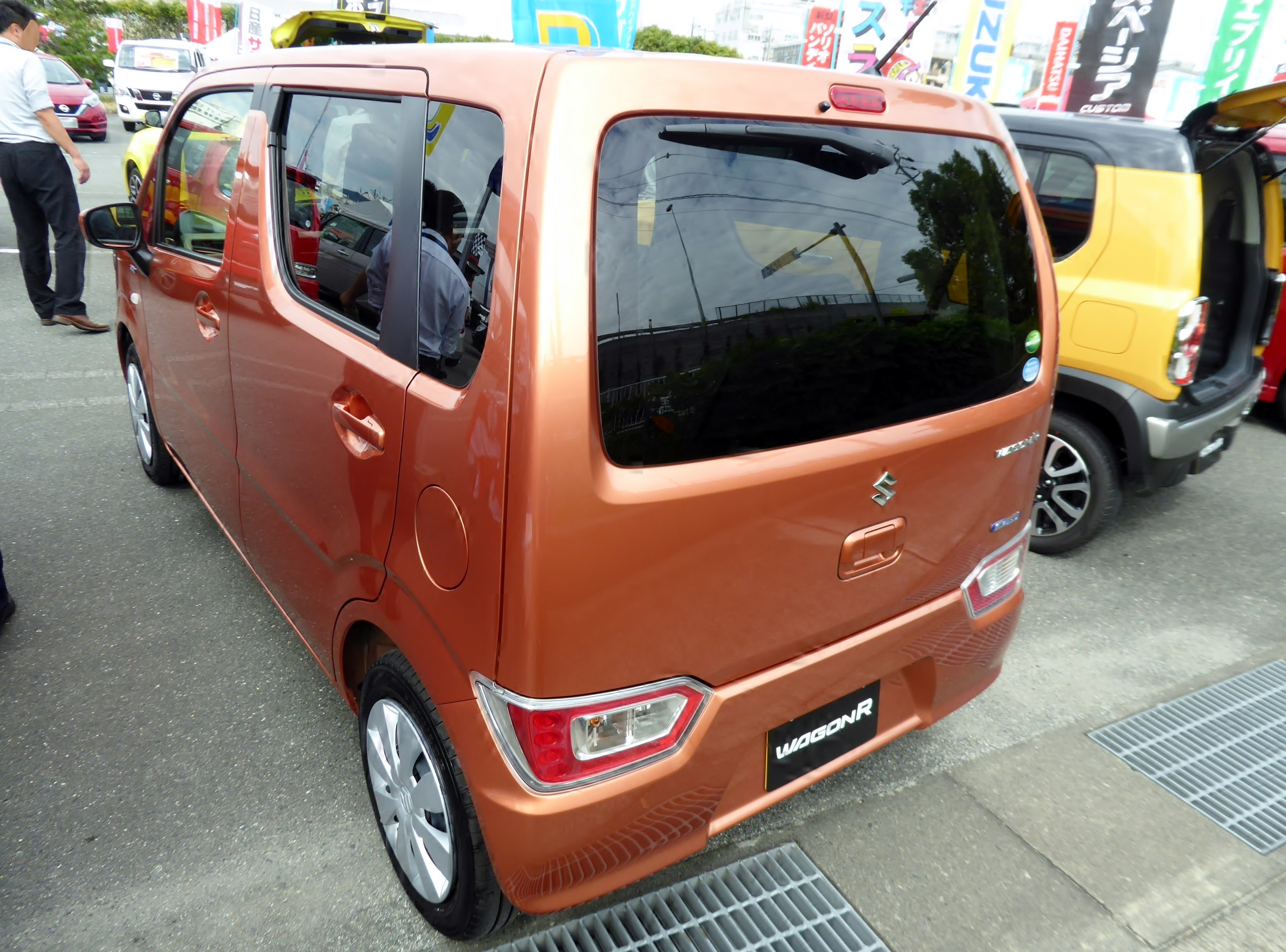
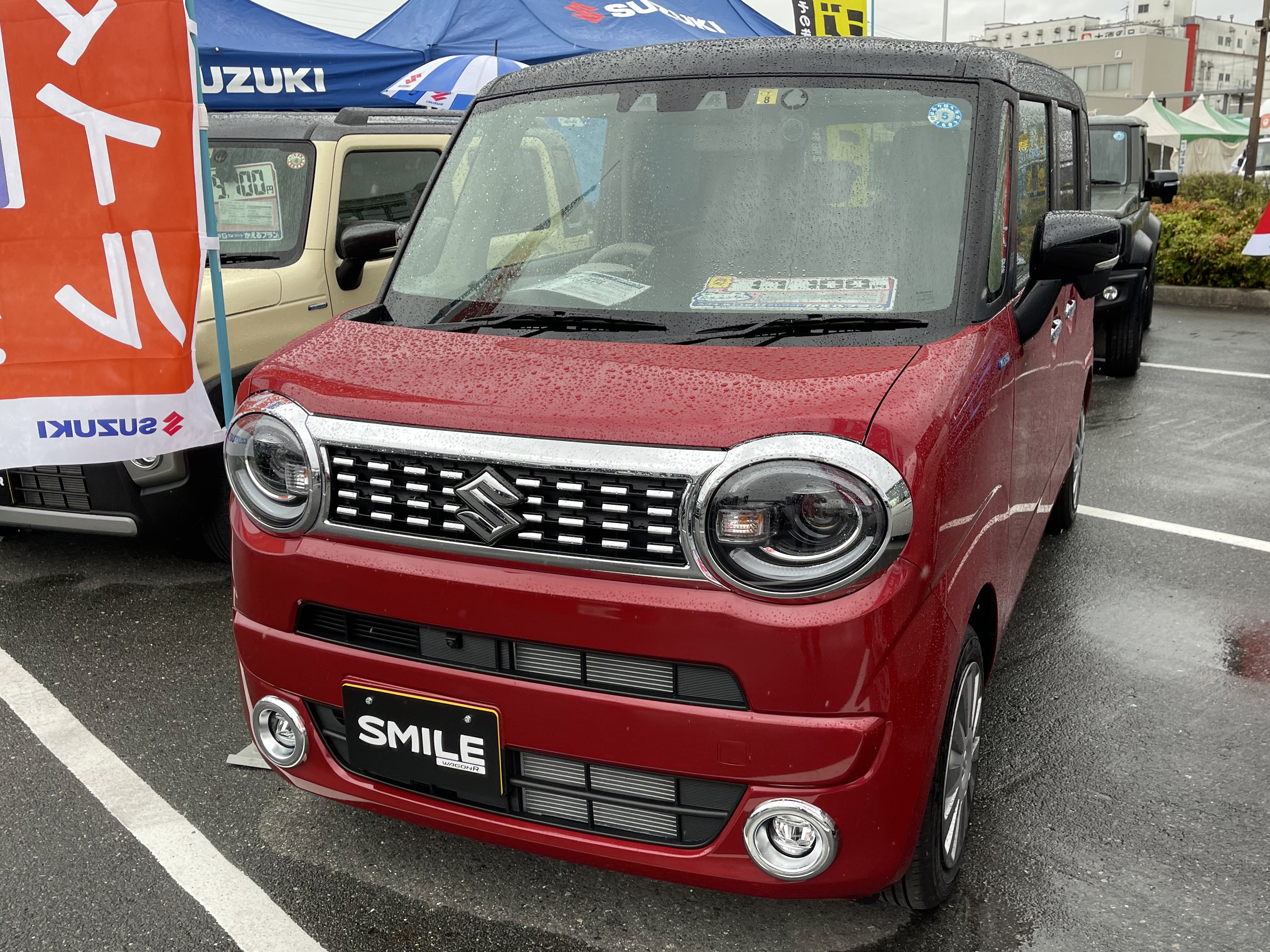

## 外部連結
- （日語）日本官方網站 （页面存档备份，存于）